# Andy Murray
Sir Andrew Barron Murray, detto Andy (IPA: /mʌɹi/; Glasgow, 15 maggio 1987), è un allenatore di tennis ed ex tennista britannico.
Considerato uno dei tennisti più forti della sua generazione e uno dei migliori di tutti i tempi, è conosciuto come uno dei pochi ad aver interrotto il dominio dei Big 3, alla fine del 2016 ha raggiunto per la prima volta la vetta del ranking ATP, dove è rimasto per un totale di 41 settimane. Ha vinto in singolare tre tornei del Grande Slam (su undici finali disputate), due medaglie d'oro olimpiche e altri 41 titoli nei tornei ATP, tra cui 14 Masters 1000 e le ATP Finals 2016. Con il trionfo nella Coppa Davis 2015, ha riportato alla Gran Bretagna il trofeo che mancava da 79 anni.
Nel 2012 è stato il primo britannico dopo 74 anni a raggiungere la finale di Wimbledon. Con la vittoria nei successivi US Open ha interrotto il digiuno del Regno Unito nei tornei dello Slam, che durava dalla vittoria di Virginia Wade a Wimbledon nel 1977. Il 7 luglio 2013 ha battuto nella finale del torneo di Wimbledon il nº 1 ATP Novak Đoković, diventando il primo tennista maschio britannico a vincere il torneo di casa nell'era Open, 77 anni dopo il successo di Fred Perry nel 1936.
Rappresentando la Gran Bretagna, ha vinto l'oro nel singolare e l'argento nel doppio misto in coppia con Laura Robson ai Giochi Olimpici di Londra 2012. Ai Giochi di Rio 2016 si è aggiudicato la sua seconda medaglia d'oro in singolare, diventando il primo tennista a vincere due Olimpiadi consecutive e su due diverse superfici (erba e cemento). Nel 2016 ha chiuso la stagione al nº 1 della classifica mondiale e ha ricevuto il premio ATP come giocatore dell'anno.
La sua carriera è stata compromessa dal grave infortunio all'anca subito nel 2017 – quando era il numero uno del mondo – che lo ha costretto a sottoporsi a due interventi chirurgici e a lunghe convalescenze, tornando a giocare a pieno regime solamente nel 2021. Ha disputato l'ultimo torneo della sua carriera in doppio ai Giochi Olimpici di Parigi 2024, perdendo ai quarti di finale.
Nel 2025 diventa per alcuni mesi il coach di Novak Đoković.

## Biografia
Nato a Glasgow, in Scozia, nel 1987, e cresciuto a Dunblane, città di origine della sua famiglia, è figlio di Will Murray e Judy Erskine, insegnante di tennis e figlia di Roy Erskine, già calciatore professionista scozzese. Anche il fratello maggiore Jamie è un tennista professionista ed eccelle nel doppio e doppio misto, specialità nelle quali ha vinto svariati titoli tra cui alcuni del Grande Slam.
Nel 1996 i due fratelli scamparono al massacro della scuola elementare di Dunblane che frequentavano; un uomo armato entrò nella struttura uccidendo 16 bambini e un insegnante prima di suicidarsi, mentre i due Murray si salvarono barricandosi nell'ufficio del preside. Di questa vicenda ha detto di non ricordare molto e ha preferito mantenere uno stretto riserbo, rivelando in seguito di essere stato particolarmente shockato in quanto con la madre aveva dato alcuni passaggi in macchina all'omicida, che era un suo istruttore al locale gruppo scout.
Inizia a giocare a tennis all'età di due anni sotto la guida della madre, che sarà il suo coach fino a 12 anni. A 14 anni aveva già vinto due edizioni del prestigioso Orange Bowl. Cresce come tennista ispirandosi ad Andre Agassi. Appassionato di calcio, a 15 anni gli viene offerto di fare un provino con i Rangers Glasgow ma rinuncia per rimanere concentrato sul tennis.
Si è sposato l'11 aprile 2015 con Kim Sear, con la quale ha avuto nel febbraio 2016 la prima figlia Sophia Olivia. In seguito avrà dalla moglie anche Edie, Teddy Barron e il quartogenito, nato nel marzo 2021.

## Carriera

### Nelle categorie giovanili
Viene allenato fin da bambino dalla madre, a cui a 11 anni si affianca il coach scozzese Leon Smith. A 12 anni vince l'Orange Bowl Under-12 e il campionato nazionale britannico under-14. A 14 anni vince l'Orange Bowl Under-14, diventando l'ottavo tennista ad aver vinto entrambe le categorie Under-12 e Under-14 del torneo, impresa che era riuscita anche a Jimmy Connors, Jennifer Capriati e Monica Seles. Murray si rende conto di essere inferiore a Rafael Nadal, che ha quasi un anno più di lui, dopo averlo incontrato in un torneo internazionale. In quel periodo il maiorchino si allena con l'ex numero 1 ATP Carlos Moyá, mentre lui in Scozia non ha rivali con cui confrontarsi e si trasferisce in Spagna. I genitori si sobbarcano la spesa di 30.000 euro l'anno per mandarlo ad allenarsi, all'età di 14 anni, all'Accademia Sanchez-Casal di Barcellona sotto la guida del proprietario, l'ex campione Emilio Sánchez, con il quale compie grandi progressi, in particolare nella posizione al momento di colpire la palla e nella resistenza fisica.
Al suo esordio nell'ITF Junior Circuit nel gennaio 2002 vince il titolo in doppio in un torneo di Grade 5 austriaco e in agosto vince il primo titolo in singolare in un altro torneo di Grade 5. Continua a raccogliere successi in entrambe le specialità e nel gennaio 2003 vince in singolare il primo torneo di Grade 1 in Colombia. Quell'anno soffre per la prima volta di mal di schiena, problema che si ripresenterà durante la carriera da professionista. Nel settembre successivo viene sconfitto nei quarti di finale al torneo juniores degli US Open. Nonostante un infortunio al ginocchio che lo tiene fermo sei mesi, nel gennaio 2004 raggiunge la 2ª posizione nel ranking mondiale di categoria. A settembre conquista il suo unico titolo di Grade A con il trionfo in singolare al torneo juniores degli US Open, battendo in finale Serhij Stachovs'kyj. Nel giugno 2005, al suo ultimo torneo tra gli juniores, viene sconfitto in semifinale da Marin Čilić al Roland Garros. Chiude l'esperienza dopo aver vinto 6 titoli in singolare e 11 in doppio.

### 2002-2004: esordi tra i professionisti e primi titoli ITF
Fa la sua prima apparizione tra i professionisti nel giugno 2002 e viene eliminato nelle qualificazioni a Nottingham, nel luglio 2003 fa il suo esordio nel tabellone principale al torneo Challenger di Manchester e raggiunge i quarti di finale. A settembre vince il suo primo trofeo Futures aggiudicandosi il Great Britain F10 di Glasgow. La settimana successiva raggiunge le semifinali in un Futures di Edimburgo. All'inizio del 2004 subisce l'infortunio al ginocchio che lo tiene lontano dalle competizioni 6 mesi. In agosto vince il Futures Spain F17 di Xativa, sulla terra battuta, ripetendosi subito dopo nel Futures Italy F22 di Roma. A settembre trionfa al torneo juniores degli US Open. A dicembre vince lo Spain F34 sul cemento di Orense e lo Spain F34 sulla terra battuta di Pontevedra.

### 2005: top 100, prima finale ATP e primi trofei Challenger
All'inizio del 2005 sente nuovamente i dolori alla schiena che lo costringono a rinviare di due mesi l'esordio stagionale e che si sarebbero ripresentati in seguito nel corso della carriera, un problema dovuto a una malformazione ossea per aver giocato troppo a tennis nel periodo dello sviluppo a 16 anni. Il debutto stagionale è in marzo al Challenger di Barletta, dove esce al secondo turno. Ad aprile, grazie ad una wild card, accede per la prima volta al main draw di un torneo ATP a Barcellona e perde al primo turno contro Jan Hernych dopo essersi aggiudicato il primo set. Tra aprile e maggio arriva in semifinale al Futures Spain F5 di Lleida e al secondo turno del Challenger di Dresda.
Conclusa la carriera da juniores, a giugno accede con un'altra wild-card al tabellone del Queen's di Londra, dove ottiene la sua prima vittoria nel circuito maggiore battendo Santiago Ventura 6-1, 6-2, al secondo turno supera il nº 30 ATP Taylor Dent per 6-3, 6-3 e al terzo turno viene sconfitto al terzo set dal nº 20 Thomas Johansson, dopo essere arrivato a 2 punti dal match prima di crollare vittima dei crampi. Ottiene una wild card anche per Wimbledon, debutta così in un torneo del Grande Slam e vince al primo turno contro George Bastl, al secondo ottiene un'altra sorprendente vittoria in 3 set contro il nº 13 del ranking Radek Štěpánek, diventando il primo scozzese ad accedere al terzo turno del prestigioso torneo. Nel successivo incontro viene sconfitto da David Nalbandian dopo essersi aggiudicato i primi 2 set.
Raggiunge il secondo turno al torneo ATP di Newport e vince il suo primo trofeo Challenger nel torneo di Aptos, superando Rajeev Ram per 6-4, 6-3. Al secondo turno del torneo ATP di Indianapolis viene eliminato da Mardy Fish. Arriva ai quarti di finale in due Challenger canadesi e si aggiudica quello di Binghamton con il successo in finale su Alejandro Falla. Riceve poi una wild card per il Masters Series di Cincinnati dove supera nuovamente Dent, per poi perdere al secondo turno contro il nº 4 del ranking Marat Safin con il punteggio di 4-6, 6-1, 1-6. Si qualifica per il main draw degli US Open e debutta sconfiggendo Andrei Pavel al quinto set. Al secondo turno recupera lo svantaggio di 2 set a Arnaud Clément, all'inizio del quinto si infortuna a una gamba e perde la frazione per 6-0. Al debutto nella squadra britannica di Coppa Davis nella sfida contro la Svizzera, perde in tre set contro Stan Wawrinka.
Nel successivo torneo di Bangkok supera nuovamente Bastl, poi Robin Söderling, il nº 21 del ranking Robby Ginepri e in semifinale l'idolo locale Paradorn Srichaphan. Raggiunge così la sua prima finale di un torneo ATP e viene sconfitto dal nº 1 del ranking Roger Federer per 3-6 5-7. Grazie a questi risultati entra per la prima volta nella top 100 del ranking, al 72º posto. Chiude la stagione partecipando al torneo ATP di Basilea, in cui sconfigge il più forte giocatore inglese in classifica, il nº 28 ATP Tim Henman. Al secondo turno ha la meglio sull'emergente Berdych, e al terzo perde contro Fernando González. Al termine della stagione ha compiuto il più grande balzo in avanti tra i tennisti ATP, scalando nei dodici mesi 449 posizioni, e dopo Novak Djoković è il più giovane giocatore nella top 100.

### 2006: primo trofeo ATP e top 20
Colleziona due secondi turni nei tornei di Adelaide, sconfitto da Tomáš Berdych, e di Auckland, sconfitto da Mario Ančić. Al suo esordio agli Australian Open raccoglie solo 7 giochi nel match di primo turno contro Chela. Eliminato al primo turno anche a Zagabria, si rifà conquistando il suo primo trofeo ATP al SAP Open di San Jose. In semifinale ottiene una clamorosa vittoria per 7-5, 7-5 su Andy Roddick, nº 3 del ranking ATP e primo top ten che riesce a battere; in finale supera l'ex numero 1 Lleyton Hewitt per 2-6, 6-1, 7-6 e fa il suo ingresso nei top 50. Eliminato nei quarti di finale a Memphis da Söderling e al secondo turno a Indian Wells dal nº 5 del ranking Nikolaj Davydenko, perde al primo turno al Masters 1000 di Miami contro Wawrinka. Sotto tono la stagione sul rosso, esce al primo turno a Montecarlo e a Roma, al secondo a Barcellona e al Masters di Amburgo, ma soprattutto al primo turno del Roland Garros, dove cede di schianto nel quarto e quinto set a Gaël Monfils.
La stagione sull'erba inizia con la sconfitta al primo turno del Queen's, mentre a Nottingham raggiunge i quarti ed è eliminato da Andreas Seppi. A Wimbledon, dove sono riposte in lui tutte le speranze del Regno Unito e la concentrazione dei media, supera Massú al primo turno, poi Benneteau e soprattutto Roddick, battuto in tre set. Nel quarto turno perde contro Marcos Baghdatis, reduce dalla finale all'Australian Open. Chiude la stagione sull'erba raggiungendo la semifinale al torneo di Newport, dove perde a sorpresa da Gimelstob, e sugli stessi campi sconfigge Ram nella sfida di Coppa Davis contro Israele. In luglio inizia la collaborazione con Brad Gilbert – il coach che aveva portato Andre Agassi ai primi trionfi negli Slam – pagato per intero dalla federazione britannica (Lawn Tennis Association) per portarlo ai vertici con una spesa, secondo quanto riporta la stampa, di 750.000 sterline l'anno.
Raggiunge la finale al Washington Open ed è ancora Clement a batterlo. La settimana dopo al Masters Series di Toronto perde in semifinale contro Richard Gasquet in due set. Al Cincinnati Open riesce nell'impresa di battere Federer al secondo turno con il punteggio di 7-5 6-4, per arrendersi poi nei quarti a Roddick, rigenerato dal nuovo coach Connors. Agli US Open supera Fernando González al terzo turno e negli ottavi perde contro Davydenko al quarto set. Vince quindi i due singolari di Davis contro l'Ucraina ed esce al terzo turno nei Masters di fine anno: a Madrid è sconfitto in tre set da Đoković, dopo aver superato Ljubičić, e a Parigi-Bercy da Hrbatý. Chiude l'anno nella top 20, diventando il primo scozzese a riuscirci, dopo Đoković è inoltre il più giovane tra i top 20.

### 2007: 8º nel ranking ATP
Il 2007 è caratterizzato dai vari infortuni di cui soffre durante la stagione. A inizio anno supera in semifinale Nikolaj Davydenko al Qatar Open e viene battuto in finale da Ivan Ljubičić. Agli Australian Open cede al quarto turno contro Rafael Nadal al quinto set. A San Jose bissa il titolo vinto nel 2006 superando in finale Ivo Karlović. A Memphis viene eliminato in semifinale da Andy Roddick. A Indian Wells elimina Wesley Moodie, Nicolas Mahut, Nikolaj Davydenko e Tommy Haas, lasciando complessivamente un solo set agli avversari, e in semifinale viene sconfitto dalla testa di serie nº 12 Novak Đoković, che lo batte in semifinale anche al Masters di Miami. Sconfitto al turno di esordio a Roma, durante l'incontro di primo turno al Masters di Amburgo è costretto al ritiro per un infortunio al polso che lo costringe a saltare il Roland Garros e Wimbledon. Malgrado la sosta obbligata, l'11 giugno fa il suo primo ingresso tra i top 10 con il 9º posto, e la settimana dopo arriva all'8º.
Ritorna a giocare dopo tre mesi dall'infortunio al Masters di Montréal e si arrende al secondo turno a Marcos Baghdatis, mentre a Cincinnati viene battuto al primo turno da Ivan Ljubičić. Agli US Open, dopo aver eliminato Pablo Cuevas e Jonas Björkman, viene sconfitto al terzo turno da Hyung-Taik Lee. Al torneo di Metz si arrende in finale in tre set alla testa di serie nº 1 Tommy Robredo. Eliminato al secondo turno a Mosca, vince il suo terzo titolo ATP a San Pietroburgo battendo in finale Fernando Verdasco. Al Masters di Parigi viene eliminato ai quarti di finale da Richard Gasquet. I numerosi attriti con Gilbert lo portano subito dopo ad annunciare la risoluzione del contratto con il coach, malgrado gli ottimi risultati ottenuti sotto la sua guida, e di voler scegliere e pagare personalmente il prossimo staff tecnico. A fine novembre ingaggia lo scozzese Miles Maclagan come capo allenatore e chiude la stagione all'11º posto della classifica ATP.

### 2008: prima finale in uno Slam, primi Masters 1000 e nº 4 del ranking

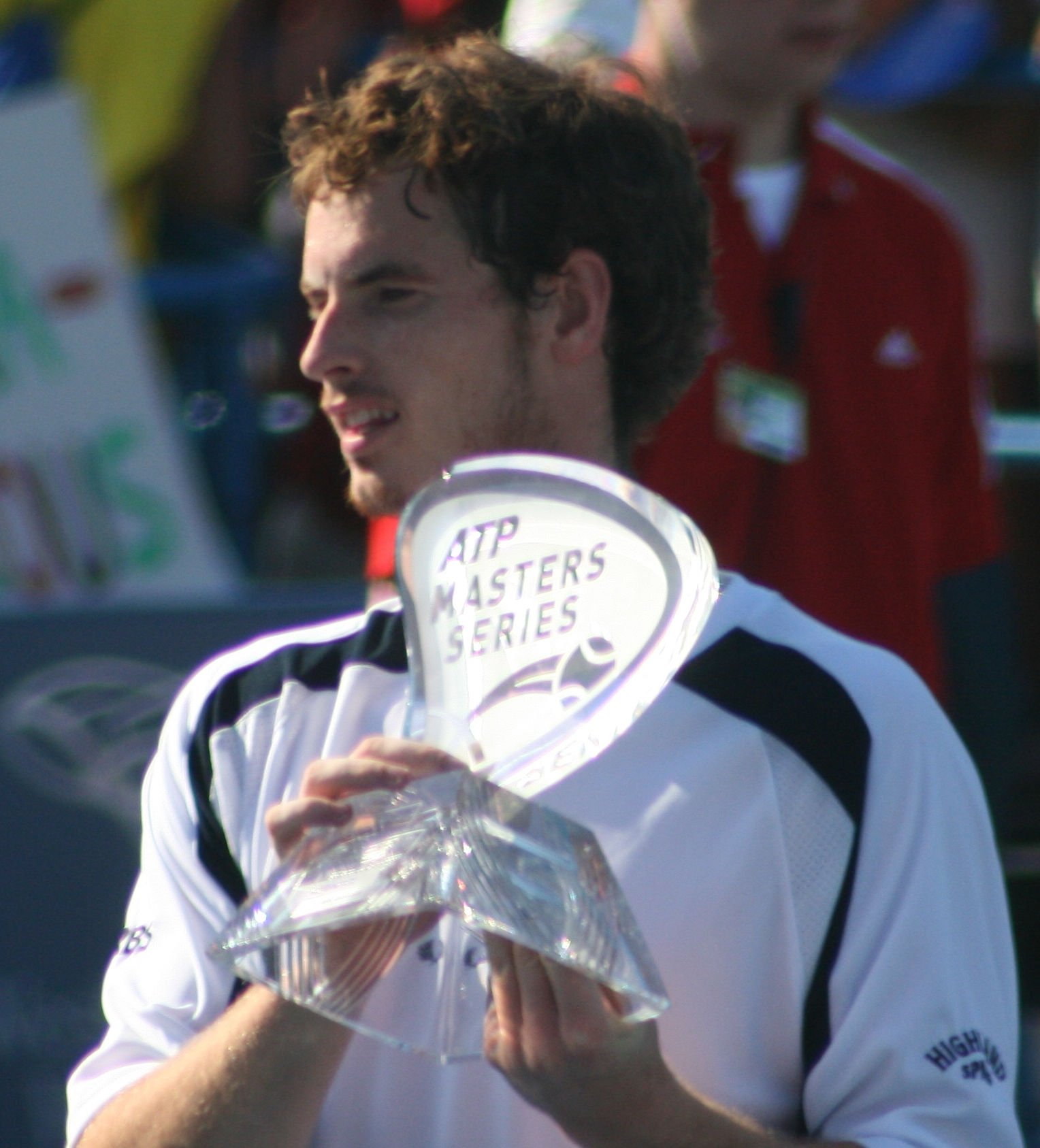
Andy Murray con in mano il trofeo del Cincinnati Masters

Vince subito il primo torneo della stagione sul cemento di Doha battendo in semifinale il nº 4 ATP Nikolaj Davydenko in due set e in finale il nº 36 Stan Wawrinka per 6-4, 4-6, 6-2. Ai successivi Australian Open viene sconfitto all'esordio in quattro set da Jo-Wilfried Tsonga, che arriverà in finale. Un infortunio al ginocchio lo costringe a rinunciare a giocare in Davis e rientra dopo quasi un mese a Marsiglia, si aggiudica il torneo battendo al secondo turno di nuovo Wawrinka e poi nell'ordine Nicolas Mahut, Paul Henri Mathieu e in finale Mario Ančić con il punteggio di 6-3, 6-4. A inizio marzo batte il numero uno al mondo Federer nel primo turno a Doha e viene sconfitto al terzo dal nº 5 Davydenko. All'Indian Wells Open perde al quarto turno contro Tommy Haas, e al Miami Open Ančić si prende la rivincita di Marsiglia eliminandolo al secondo turno.
In aprile ingaggia come consulente l'ex specialista della terra rossa Àlex Corretja, che nel 2010 prenderà il posto del coach Maclagan. Rientra un mese dopo Miami per il Monte Carlo Masters e al terzo turno Djokovic lo batte 6-0, 6-4. La stagione sul rosso prosegue in modo fallimentare con la nuova sconfitta contro Ančić al primo turno a Barcellona, l'eliminazione al secondo turno a Roma e al terzo sia ad Amburgo (contro Nadal) che al Roland Garros, contro il nº 20 del ranking Nicolás Almagro. Al Queen's è costretto al ritiro dopo aver superato il terzo turno. Negli ottavi di Wimbledon batte Richard Gasquet, che aveva vinto i primi due set, e perde nei quarti in tre set contro Rafael Nadal, lanciato verso il primo titolo dello Slam fuori dalla terra rossa.
Rientra nel circuito al Canada Masters, dove agli ottavi batte in tre set il nº 10 ATP Wawrinka e nei quarti il nº 2 Đoković per 6-3, 7-6, in semifinale è ancora Nadal a fermare la sua corsa battendolo 7-6, 6-3. Al successivo Cincinnati Masters supera nell'ordine Sam Querrey, Dmitrij Tursunov, Carlos Moya e in semifinale Ivo Karlović, perdendo un solo set contro Moya. Nell'altra semifinale Nadal viene eliminato da Đoković e Murray conquista il primo Masters 1000 della carriera battendo il serbo 7-6, 7-6. La settimana dopo desta sorpresa la sua sconfitta al primo turno delle Olimpiadi di Pechino contro il nº 77 ATP Lu Yen-hsun.

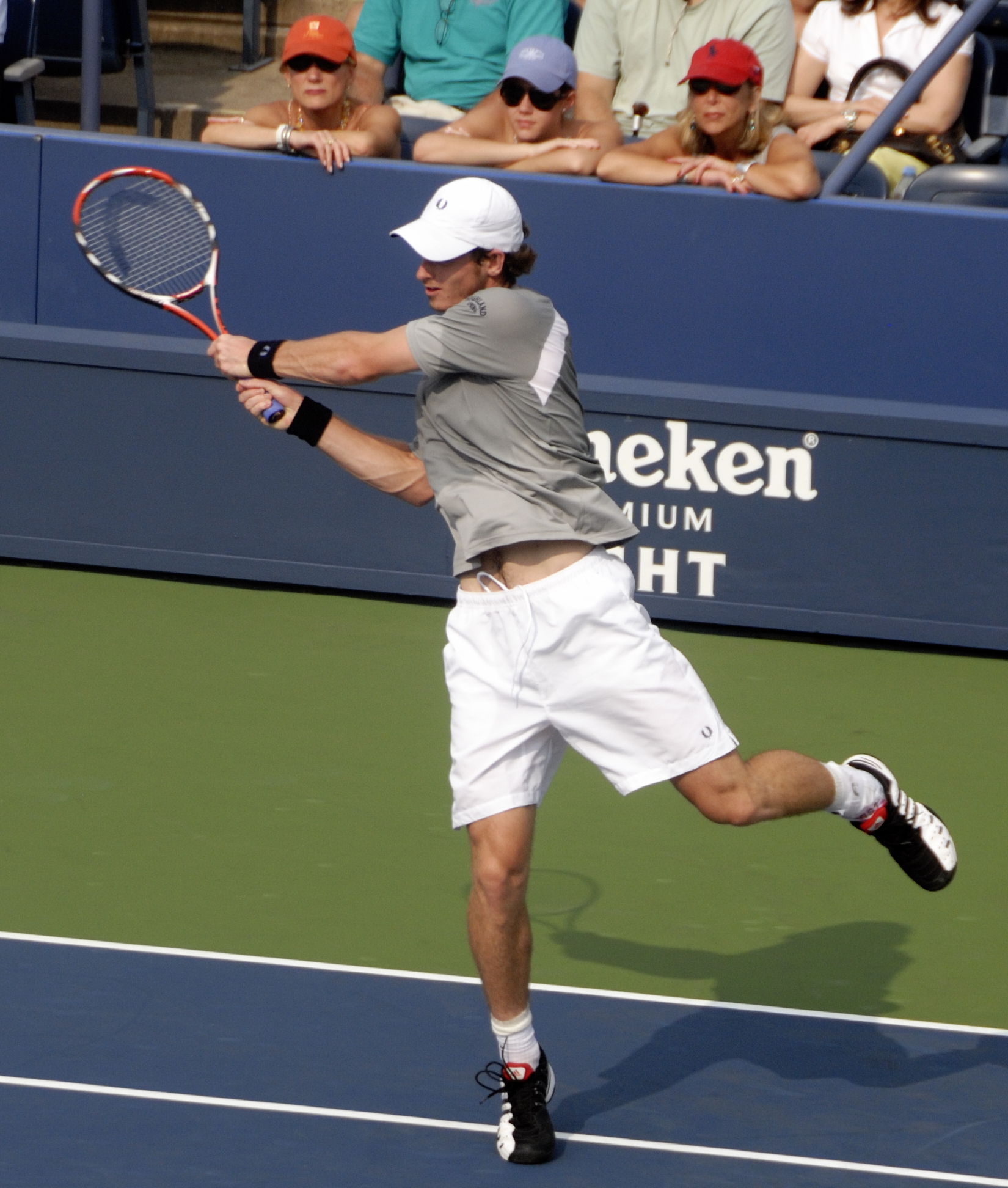
Murray durante la finale degli US Open persa contro Federer

Agli US Open batte negli ottavi Stan Wawrinka e nei quarti Juan Martín del Potro. In semifinale affronta il numero 1 del mondo Rafael Nadal, vince i primi due set e al terzo l'incontro viene sospeso per pioggia e rimandato al giorno successivo, facendo slittare la finale al lunedì. Alla ripresa del match, Nadal vince il terzo set ma Murray si aggiudica l'incontro con il punteggio di 6-2, 7-6, 4-6, 6-4, cogliendo la prima vittoria sullo spagnolo che lo aveva battuto nei primi cinque incontri. Perde la finale contro il numero 3 ATP Roger Federer, che si aggiudica il titolo e il 13º Slam con il punteggio di 6-2, 7-5, 6-2. Il risultato proietta Murray al 4º posto della classifica, suo nuovo best ranking. Il 19 ottobre conquista il suo secondo Masters 1000 al torneo di Madrid, battendo in semifinale Federer per 3-6, 6-3, 7-5 e in finale Gilles Simon con il punteggio di 6-4, 7-6; durante il torneo perde solo il set contro Federer. La settimana dopo trionfa a San Pietroburgo battendo in finale Andrej Golubev. Dopo la sconfitta nei quarti del Masters di Parigi-Bercy contro David Nalbandian, partecipa per la prima volta alla Masters Cup di Shanghai, vince gli incontri di round robin contro Roddick, Simon e Federer, rispettivamente numeri 6, 9 e 2 del mondo, prima di perdere la semifinale contro il nº 5 Davydenko. Diventa il primo britannico dell'era Open a vincere 5 titoli ATP e a chiudere la stagione al 4º posto del ranking.

### 2009: 2º nel ranking e due trofei Masters 1000

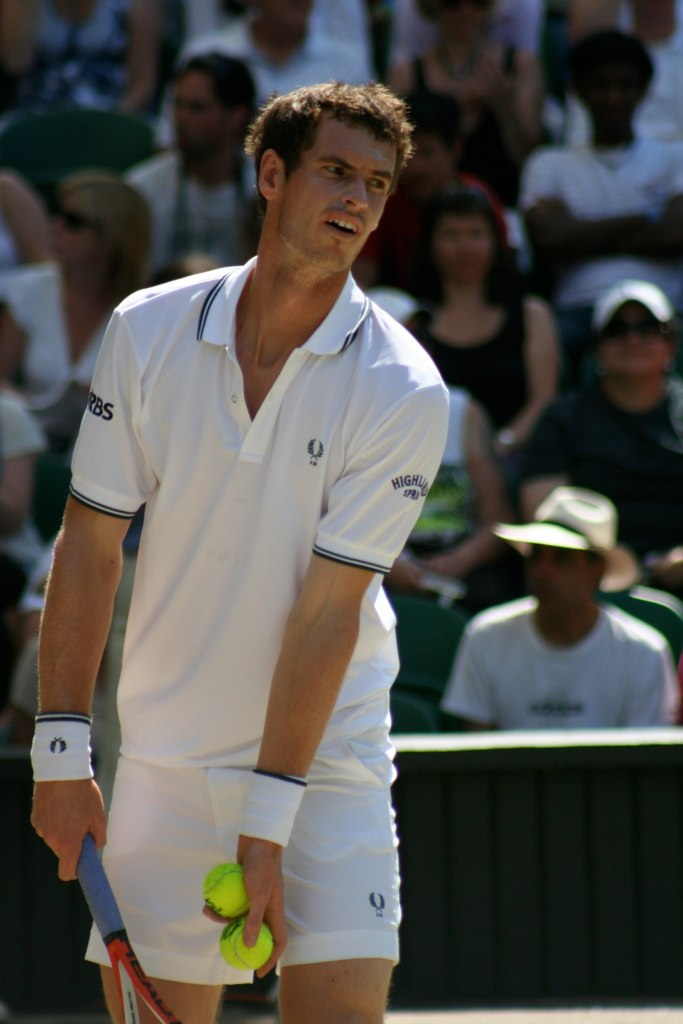
Murray a Wimbledon 2009

Il 2009 comincia con il successo al Torneo di Doha, sconfiggendo in semifinale per la terza volta consecutiva Roger Federer e in finale, per la sesta volta su otto incontri, Andy Roddick. Giunge così tra i favoriti agli Australian Open, dove viene sconfitto a sorpresa agli ottavi da Fernando Verdasco, che arriverà in semifinale. In febbraio arriva la vittoria in tre set nella finale del Rotterdam Open contro Rafael Nadal. Un virus lo costringe al ritiro durante il torneo di Dubai e a rinunciare alla sfida di Davis contro l'Ucraina. Ritorna in marzo al Masters di Indian Wells, dove in semifinale batte Federer per la quarta volta consecutiva dopo la sconfitta subita nella finale degli US Open 2008. Nadal si prende la rivincita di Rotterdam in finale battendolo 6-1, 6-2. Il terzo titolo stagionale, nonché terzo successo in un Masters 1000, avviene a Miami, dove batte in finale Novak Đoković con il punteggio di 6-2, 7-5.
A metà aprile arriva per la prima volta in semifinale in un Masters 1000 sulla terra rossa a Monte Carlo, e viene di nuovo sconfitto da Rafael Nadal. A fine mese viene sorprendentemente eliminato al secondo turno del Masters 1000 di Roma dall'argentino Juan Mónaco. La settimana dopo migliora il proprio best ranking portandosi al 3º posto. In maggio partecipa al Madrid Masters giocato per la prima volta in primavera e sulla terra rossa del nuovo spettacolare complesso della Caja Mágica; pur avendo migliorato il proprio gioco sulla terra battuta, la sua marcia nel torneo madrileno viene arrestata ai quarti di finale da Juan Martín del Potro. Allo Slam di Parigi batte nell'ordine Juan Ignacio Chela e Potito Starace, beneficia del ritiro di Janko Tipsarević e negli ottavi ha la meglio su Marin Čilić. Giunto per la prima volta ai quarti al Roland Garros perde in quattro set contro Fernando González.
Il 14 giugno vince il prestigioso torneo londinese del Queen's, il primo sull'erba in carriera, non perde alcun set e sconfigge in finale James Blake per 7-5 6-4. L'ultimo britannico a vincere il torneo era stato Bunny Austin nel 1938. Grazie a questa vittoria si presenta tra i favoriti al torneo di Wimbledon con la terza testa di serie. Batte al primo turno Robert Kendrick, quindi Ernests Gulbis e Viktor Troicki, negli ottavi supera al quinto set Stan Wawrinka e nei quarti Juan Carlos Ferrero in tre set. Arriva così per la prima volta in semifinale e viene sconfitto al quarto set dalla testa di serie nº 6 Andy Roddick. Rientra nel circuito dopo sei settimane e vince il suo quarto Masters 1000 a Montréal, dove batte in sequenza Chardy, Ferrero, Davydenko e in semifinale Tsonga. In finale sconfigge per 6-7, 7-6, 6-1 Juan Martín del Potro, e grazie a questi risultati supera Nadal nel ranking ATP arrivando per la prima volta alla seconda posizione mondiale. Al Masters 1000 di Cincinnati viene battuto in semifinale in due set da Federer. Agli US Open viene a sorpresa sconfitto al quarto turno da Marin Čilić, perde quindi buona parte dei punti conquistati l'anno prima e cede la seconda posizione a Nadal, che in semifinale viene battuto dal vincitore del torneo del Potro.
Dopo gli US Open partecipa alla sfida di Davis persa dai britannici contro la Polonia vincendo i due singolari e perdendo in doppio. Il riacutizzarsi dei dolori al polso lo costringono a stare lontano dalle competizioni oltre un mese e mezzo. Torna in novembre e si aggiudica l'Open di Valencia battendo in finale Michail Južnyj per 6-3, 6-2, dopo aver superato in semifinale il nº 8 Verdasco. Delude al Masters di Parigi-Bercy, eliminato al secondo turno in tre set da Radek Štěpánek. L'ultimo appuntamento stagionale sono le ATP Finals, dove viene eliminato al round robin malgrado le vittorie su del Potro e Verdasco e la sconfitta contro Federer. Finisce a pari punti con del Potro e Federer, che passano alle semifinali. Chiude l'anno con i record personali di 6 titoli conquistati, 4.421.057 $ di guadagni annui, 14 vittorie e 6 sconfitte contro i top 10 e il 4º posto nel ranking.

### 2010: finale all'Australian Open
Nel 2010 non partecipa al torneo di Doha, che aveva vinto l'anno prima, e perde la 4ª posizione a favore di Juan Martín del Potro. Fa l'esordio stagionale all'Australian Open, dove è accreditato della testa di serie nº 5 ed è tra i favoriti per la vittoria finale. Giunto alla seconda settimana, si riprende la 4ª posizione del ranking eliminando nei quarti Rafael Nadal, che si ritira durante il match per un infortunio al ginocchio, e battendo Marin Čilić in semifinale, ma si arrende a Roger Federer per 6-3, 6-4, 7–6(11) nella sua seconda finale di uno Slam. La settimana seguente riconquista la 3ª posizione nel ranking.
Rientra nel circuito dopo 3 settimane e ha inizio per lui una serie di risultati negativi con l'eliminazione al secondo turno a Dubai. All'Indian Wells Open non riesce a difendere la finale dell'anno prima e viene battuto nei quarti da Robin Söderling. Sul cemento di Miami, dove era campione uscente, viene eliminato al primo turno da Mardy Fish. Rientra dopo 3 settimane per la stagione europea su terra rossa e prosegue la striscia negativa con l'eliminazione al primo turno del Monte Carlo Masters e le sconfitte contro David Ferrer sia al terzo turno degli Internazionali d'Italia che nei quarti del Madrid Masters. Al primo turno del Roland Garros rimonta da due set di svantaggio e vince con Richard Gasquet, supera quindi Chela e Baghdatis e al quarto turno viene battuto da Tomáš Berdych in tre set. Delude al Queen's, dove viene battuto da Mardy Fish al terzo turno.
La stagione ha una svolta positiva con il torneo di Wimbledon, che affronta come 4ª testa di serie. Supera i primi quattro turni vincendo nell'ordine con Jan Hájek, Jarkko Nieminen, il nº 32 ATP Gilles Simon e il 21 Sam Querrey, tutti battuti in tre set senza alcun tie-break. Ha la meglio nei quarti contro il nº 10 ATP Jo-Wilfried Tsonga al quarto set e arriva così per la seconda volta consecutiva in semifinale, dove viene sconfitto in 4 set dal campione uscente e nº 1 del mondo Nadal. Il 27 luglio Murray annuncia la separazione dal coach Maclagan e promuove capo allenatore Àlex Corretja, che da due anni era suo consulente.
Rientra dopo tre settimane con una wild card al torneo ATP 250 di Los Angeles e perde la finale contro Querrey dopo aver sprecato un match-point nel secondo set. In agosto vince il primo torneo stagionale riconfermandosi campione al Masters 1000 del Canada. Perde l'unico set al terzo turno contro Gaël Monfils, poi batte Nalbandian nei quarti, il nº 1 ATP Nadal per 6-3, 6-4 in semifinale e il nº 3 Federer in finale per 7-5, 7-5. Nei quarti del successivo Cincinnati Open subisce la terza sconfitta stagionale contro Fish. Agli US Open perde in 4 set al terzo turno contro il numero 28 del mondo Stan Wawrinka. Torna a giocare il mese dopo per la trasferta asiatica e viene eliminato nei quarti all'ATP 500 di Pechino da Ivan Ljubičić. Subito dopo vince per la prima volta il torneo di Shanghai, suo sesto Masters 1000, senza perdere alcun set; di rilievo le sue nette vittorie nei quarti contro Tsonga e in finale contro Federer per 6-3, 6-2.
Al Valencia Open 500 perde al secondo turno in singolare ma, in coppia con il fratello Jamie, vince il suo primo titolo ATP in doppio battendo in finale Mahesh Bhupathi/Maks Mirny in tre set. La settimana dopo viene eliminato nei quarti del Masters di Parigi-Bercy da Monfils dopo aver battuto nei primi turni Nalbandian e Cilic. Qualificatosi alla Masters Cup di fine anno, supera il round robin battendo Robin Söderling e David Ferrer, perdendo contro Federer; in semifinale viene battuto da Nadal con il punteggio di 6-7, 6-3, 6-7. Con questo risultato risale alla posizione nº 4 del ranking a discapito di Söderling, che l'aveva conquistata vincendo a Parigi-Bercy.

### 2011: seconda finale all'Australian Open e due trofei Masters 1000
Inizia la stagione prendendo parte alla Hopman Cup, torneo di esibizione riservato a squadre nazionali miste, insieme a Laura Robson. Agli Australian Open ripete il risultato del 2010 perdendo la finale, questa volta contro Novak Đoković con il risultato di 6-4, 6-2, 6-3. Successivamente ottiene scarsi risultati a Miami, Rotterdam e Indian Wells venendo sempre eliminato al primo turno e a fine marzo annuncia la separazione da Àlex Corretja. Al Masters 1000 di Roma gioca la semifinale contro Đoković che domina il primo set, Murray vince il secondo e Đoković si aggiudica terzo set e incontro dopo più di tre ore di gioco.

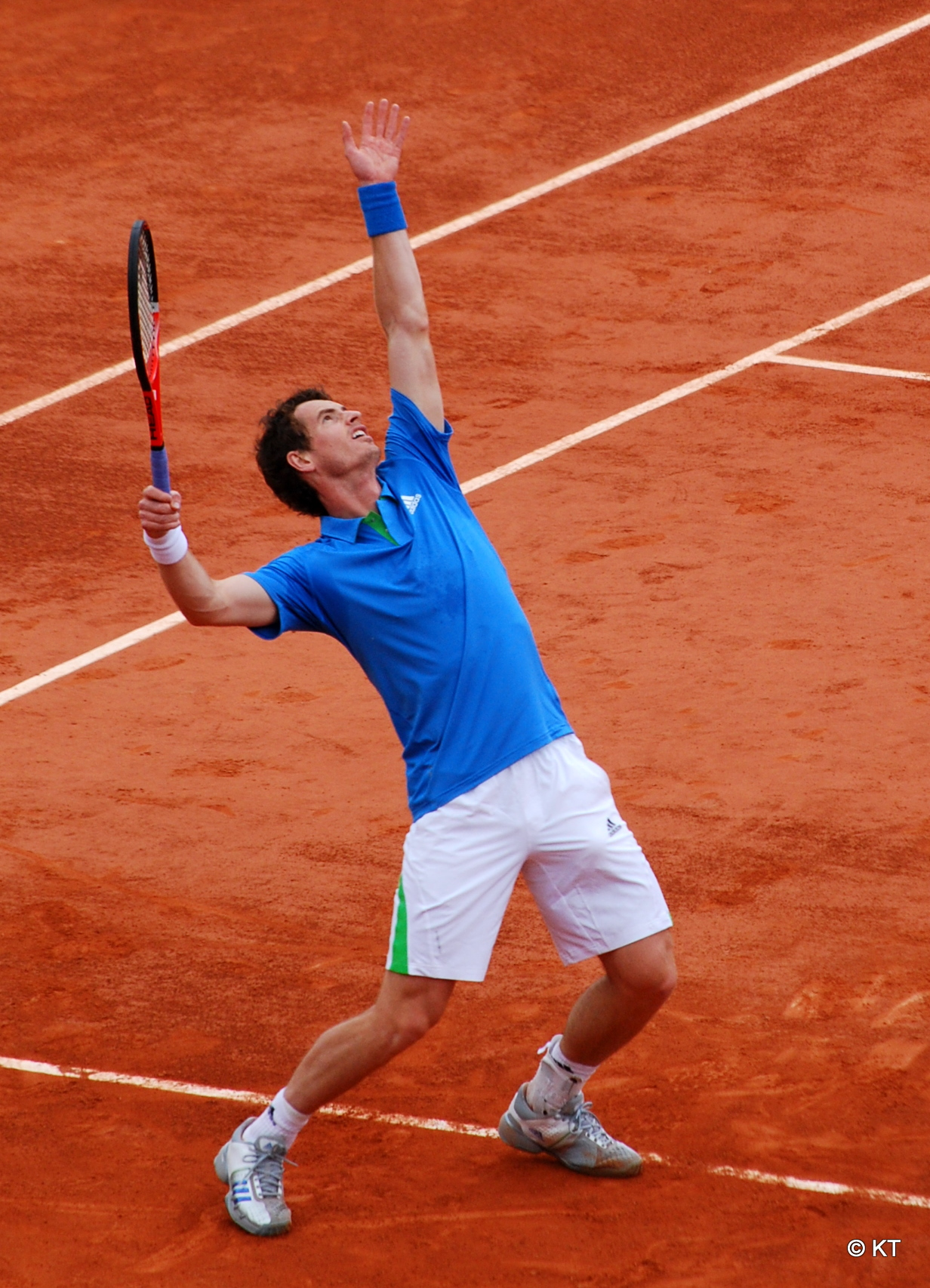
Al servizio durante il Roland Garros 2011

Al Roland Garros perde la semifinale contro Nadal con il punteggio di 6-4, 7-5, 6-4. In preparazione per Wimbledon trionfa al Queen's battendo in finale il francese Tsonga in tre set. A Wimbledon arriva nuovamente in semifinale ma è ancora Nadal a impedirgli l'accesso alla finale sconfiggendolo per 5-7, 6-2, 6-2, 6-4. Il 21 agosto 2011 vince il Masters di Cincinnati grazie al ritiro in finale di Đoković, ritiratosi sul punteggio di 6-4, 3-0 a favore dello scozzese.
Arriva ancora in semifinale allo US Open ma per la terza volta in stagione non riesce a superare Rafael Nadal che lo elimina per 6-4, 6-2, 3-6, 6-2. Si aggiudica quindi il torneo ATP 250 di Bangkok concedendo due soli giochi in finale a Donald Young. Al successivo torneo 500 di Tokyo sconfigge in finale Rafael Nadal, che vince il primo set e nei due successivi raccoglie due soli giochi. Per Andy è il ventesimo titolo in carriera.
Al Masters 1000 di Shanghai supera Wawrinka – contro il quale perde l'unico set del torneo – Ebden, Nishikori e in finale David Ferrer, confermando il titolo dell'anno precedente. È l'ottavo Masters 1000 vinto in carriera e il secondo della stagione dopo quello di Cincinnati.
Con questo trionfo scavalca in classifica Roger Federer al 3º posto della classifica mondiale. Al Master 1000 di Parigi-Bercy viene battuto ai quarti di finale da Thomas Berdich. Al Masters di fine anno a Londra viene inserito nello stesso girone di Novak Đoković, David Ferrer e Thomas Berdich e dopo aver perso il primo match con lo spagnolo si ritira per un infortunio.
Questi ultimi tre tornei vengono vinti da Roger Federer che supera nuovamente Murray. Lo scozzese conclude così la stagione al 4º posto nel ranking come già nei tre anni precedenti.

### 2012: oro olimpico e primo titolo in uno Slam
Murray inizia la nuova stagione annunciando di aver scelto come nuovo allenatore Ivan Lendl, ex campione cecoslovacco naturalizzato statunitense che vinse due volte l'Australian Open, tre Roland Garros e US Open, e fu due volte finalista a Wimbledon. Il debutto stagionale avviene all'ATP 250 di Brisbane, dove elimina nell'ordine Michail Kukuškin, Gilles Müller, Marcos Baghdatis e in semifinale Bernard Tomić. Nel match decisivo supera Aleksandr Dolhopolov con il punteggio di 6-1, 6-3, conquistando il ventiduesimo titolo in carriera. Agli Australian Open raggiunge per la terza volta consecutiva le semifinali ma, a differenza dei due anni precedenti, non arriva in finale, venendo sconfitto 7-5 al quinto set dal nº 1 al mondo Novak Đoković.
Al torneo di Dubai sconfigge Michael Berrer, Marco Chiudinelli, Tomáš Berdych e in semifinale batte 6-2, 7-5 Đoković; in finale cede in due set a Federer. Sul cemento di Indian Wells viene eliminato al primo incontro da Guillermo García López. A Miami riceve nel corso del torneo due walkover per il ritiro di Milos Raonic al quarto turno e di Nadal in semifinale. In finale viene sconfitto da Đoković in due set.

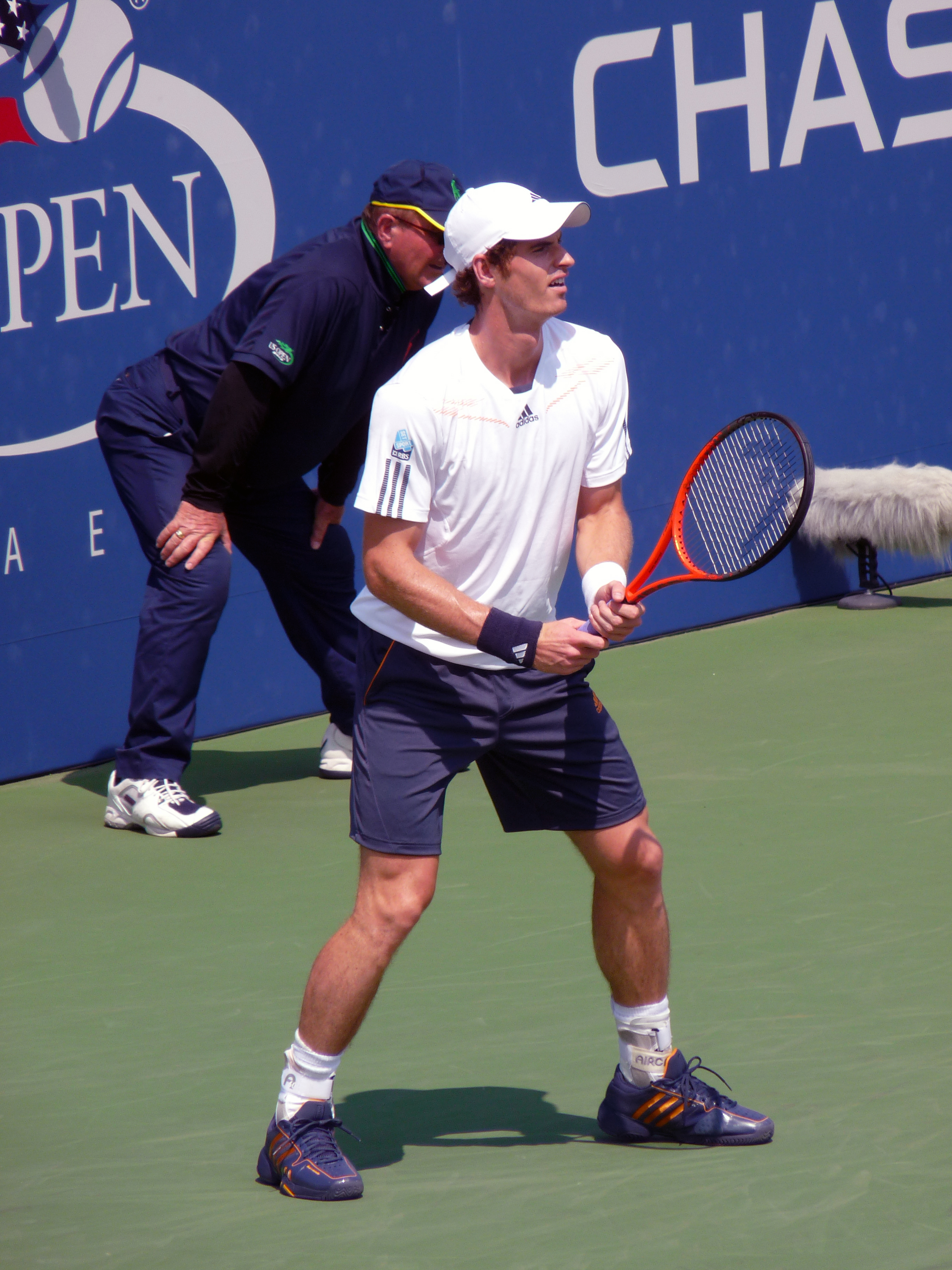
Andy Murray agli US Open 2012

Inizia la stagione sulla terra rossa a Monte Carlo e viene sconfitto nei quarti di finale da Tomáš Berdych. Cede nei quarti anche al torneo di Barcellona, battuto da Milos Raonic. A causa di un infortunio alla schiena rinuncia a giocare a Madrid e rientra a Roma, dove supera all'esordio David Nalbandian e viene sconfitto da Richard Gasquet negli ottavi di finale. Al Roland Garros, dove è testa di serie nº 4, supera Tatsuma Itō, Jarkko Nieminen, Santiago Giraldo e Richard Gasquet, e si arrende nei quarti di finale a David Ferrer, che si impone in 4 set. La stagione sull'erba comincia al Queen's di Londra con la sconfitta all'esordio contro Nicolas Mahut, non riuscendo così a difendere il titolo vinto nel 2011.
A Wimbledon raggiunge per la prima volta in carriera la finale, unico britannico a riuscirci nell'era Open; l'ultimo a riuscirci era stato Bunny Austin nel 1938. Alla sua quarta finale in un torneo dello Slam viene sconfitto da Roger Federer con il punteggio di 6-4, 5-7, 3-6, 4-6.
Ai Giochi Olimpici di Londra rappresenta la Gran Bretagna in singolare, doppio e doppio misto. In singolare conquista la medaglia d'oro sconfiggendo di nuovo in finale Federer in 3 set in un match durato poco meno di 2 ore. Era dall'Olimpiade del 1904, disputatasi sempre a Londra, che un britannico non vinceva l'oro. Gioca il torneo di doppio insieme al fratello Jamie e vengono eliminati al primo turno. Nel torneo di doppio misto, disputato insieme alla diciottenne Laura Robson, vince la medaglia d'argento perdendo la finale contro i bielorussi Viktoryja Azaranka e Maks Mirny.
Un infortunio al ginocchio subito al Canadian Open lo costringe a dare forfait prima di affrontare Milos Raonic al terzo turno, mentre al Cincinnati Masters viene sconfitto al terzo turno da Jérémy Chardy. Si presenta agli US Open come testa di serie nº 3. Nei primi turni supera in tre set prima Alex Bogomolov Jr. e poi Ivan Dodig, al terzo cede un set a Feliciano López e ha la meglio al quarto su Milos Raonic. Sconfigge al quarto set nei quarti il nº 13 ATP Marin Čilić e in semifinale il nº 7 Tomáš Berdych. Il 9 settembre vince il torneo battendo in finale dopo 5 ore di gioco il detentore del titolo Novak Đoković per 7–6(10), 7-5, 2-6, 3-6, 6-2, conquistando così il suo primo Slam della carriera. Grazie a questo risultato supera Rafael Nadal nel ranking ATP diventando terzo e si consacra ai vertici mondiali, viene accostato dalla stampa a Federer, Nadal e Djokovic, i Big Three dominatori delle ultime stagioni, che con la sua aggiunta diventano i Big Four.
Dopo tre settimane lontano dalle competizioni, inizia il tour asiatico da Tokyo, dove Raonic si prende la rivincita in semifinale battendolo in tre set. Allo Shanghai Masters supera in due set in semifinale Federer e arriva a un passo dalla vittoria in finale contro il nº 2 del mondo Djokovic, perdendo al terzo set dopo aver sprecato 5 match-ball al secondo. Eliminato al terzo turno del Masters di Parigi, chiude la stagione alla Masters Cup, dove passa il round robin battendo Berdych e Tsonga e perdendo da Djokovic. Viene sconfitto in semifinale da Federer con il punteggio di 6-7, 2-6. A fine anno si conferma il terzo del ranking.

### 2013: primo trionfo a Wimbledon e infortunio alla schiena
Inizia la nuova stagione all'ATP 250 di Brisbane in Australia, di cui è campione in carica; arriva alla finale eliminando nell'ordine John Millman, Denis Istomin e Kei Nishikori. Nel match decisivo supera Grigor Dimitrov con il punteggio di 7-6, 6-4 conquistando così il suo 25º titolo in carriera.
Agli Australian Open arriva in finale dopo aver battuto Roger Federer in semifinale in cinque set, ma viene sconfitto da Novak Đoković con il punteggio di 7-6, 6-7, 3-6, 2-6. A Indian Wells viene sconfitto ai quarti da Juan Martín del Potro. Al Master 1000 di Miami, il 31 marzo 2013, batte in una finale piena di ribaltamenti David Ferrer per 2-6, 6-4, 7–6(1), annullando un matchpoint sul 5-6 del terzo set.

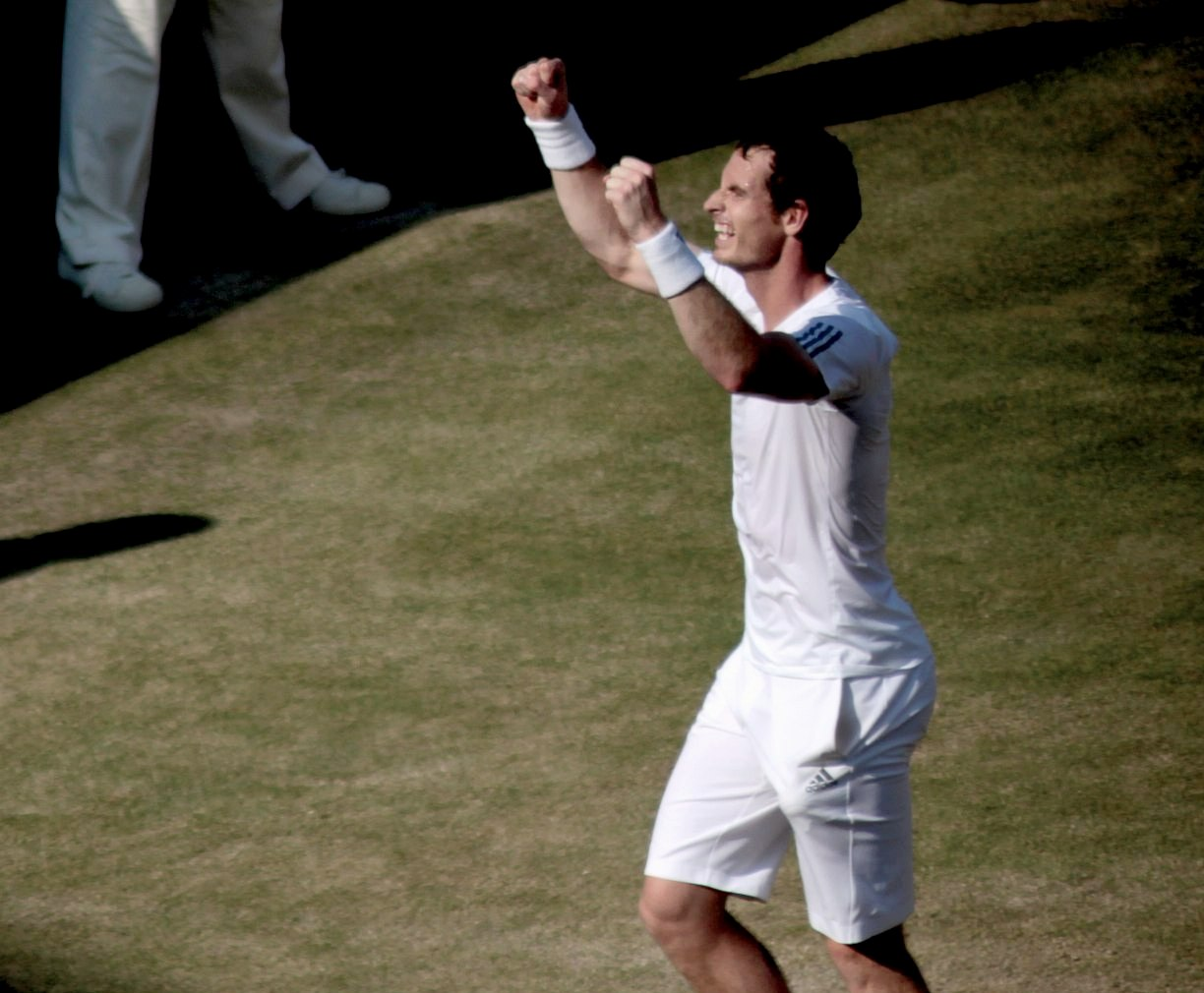
Murray festeggia dopo aver vinto Wimbledon 2013.

Si ritira al secondo turno degli Internazionali d'Italia 2013 per un dolore alla schiena che lo costringe a rinunciare al Roland Garros. Inizia la stagione sull'erba presentandosi al Queen's come prima testa di serie, e vince il torneo battendo in finale Marin Čilić per 5-7, 7-5, 6-3.
A Wimbledon vince in rimonta nei quarti contro Verdasco dopo essere stato sotto due set a zero. Batte Jerzy Janowicz in semifinale con il punteggio di 6-7 6-4 6-4 6-3 e accede alla finale per il secondo anno consecutivo dove ad attenderlo c'è il numero uno al mondo Novak Đoković che sconfigge 6-4, 7-5, 6-4 dopo 3 ore e 30 di gioco. Murray riporta così il trofeo di Wimbledon nelle mani dei britannici, 77 anni dopo il titolo di Fred Perry, e diventa il primo scozzese della storia a riuscire nell'impresa (l'unico nato in Scozia era stato l'irlandese Harold Mahony nel 1896). Agli US Open viene sconfitto ai quarti da Stan Wawrinka in tre set. Subito dopo affronta la sfida di play-off di Coppa Davis contro la Croazia; vince i suoi due singolari contribuendo al successo per 4-1 della Gran Bretagna, che torna così nel Gruppo Mondiale. Chiude qui la stagione, rinunciando a giocare gli ultimi tornei per farsi operare alla schiena, dove sente dolore da quando era juniores.

### 2014: uscita dalla top 10 e rientro

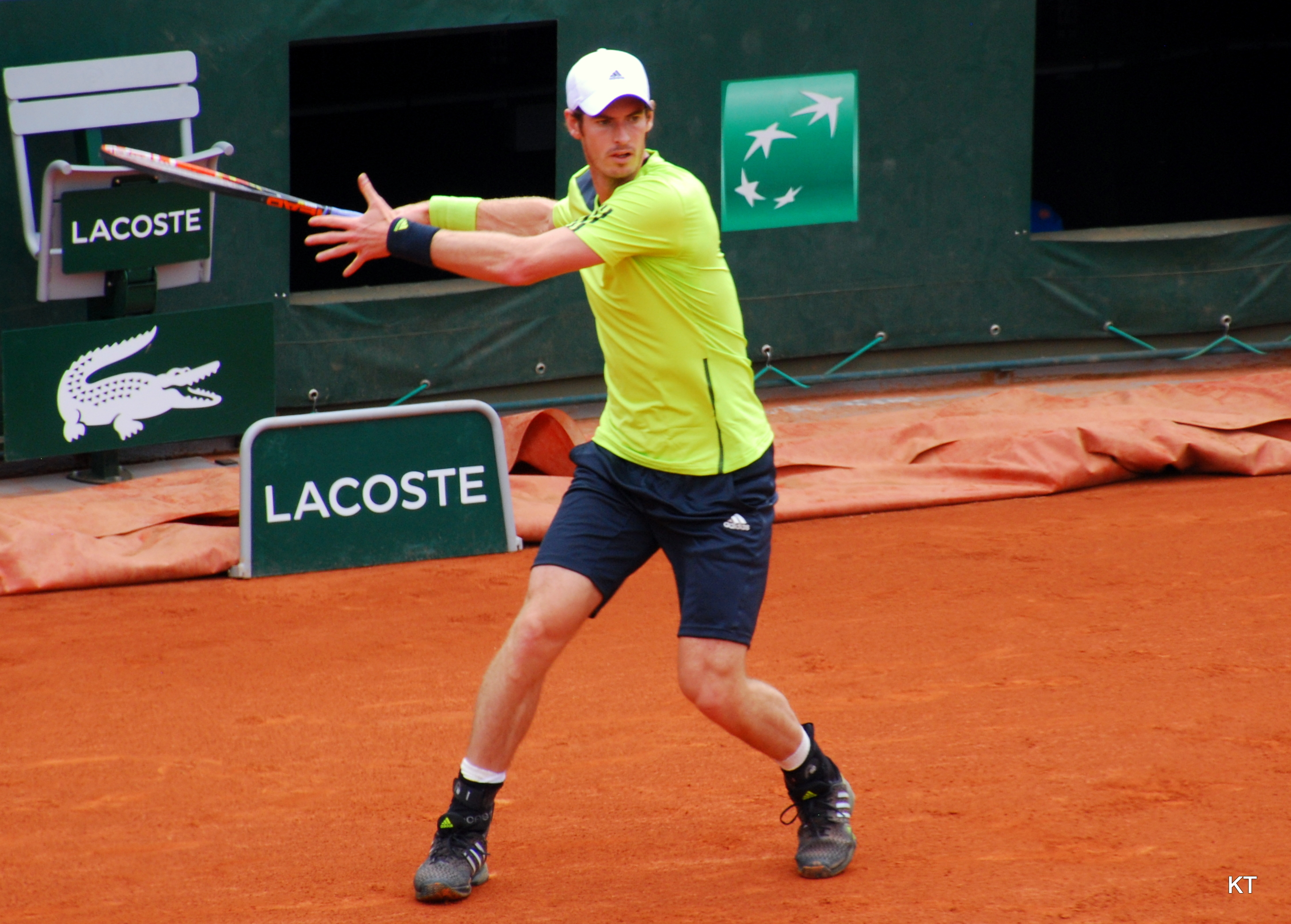
Andy Murray al Roland Garros

Inizia la stagione con l'eliminazione al secondo turno a ATP 250 di Doha, mentre agli Australian Open raggiunge i quarti senza perdere alcun set e viene sconfitto in quattro set da Roger Federer, che vendica la sconfitta in semifinale dell'anno precedente. Gioca poi la sfida di Coppa Davis contro gli Stati Uniti vinta dalla Gran Bretagna dopo l'impresa di James Ward, che batte Querrey in cinque set. Annuncia a Miami la separazione da Ivan Lendl, gioca la stagione su terra sotto la guida provvisoria di Dani Vallverdu e i primi risultati non sono eccezionali. A Indian Wells è eliminato agli ottavi da Raonic, a Miami esce sconfitto da Novak Đoković nei quarti, ancora peggio va a Madrid dove viene sconfitto in due set da Santiago Giraldo. A Roma inizia a ritrovare il suo tennis ed esce nei quarti per mano di Nadal. Al Roland Garros, dopo estenuanti battaglie giocate al terzo turno contro Philipp Kohlschreiber e ai quarti contro Gaël Monfils, perde nettamente in semifinale, ancora da Nadal. In quel periodo annuncia l'inizio della collaborazione con Amélie Mauresmo al Queen's, dove viene sorprendentemente eliminato da Radek Štěpánek. Non difende il titolo nemmeno a Wimbledon, dove ai quarti viene sconfitto da Grigor Dimitrov per la seconda volta in stagione. Agli Open del Canada perde contro Jo Wilfried Tsonga ai quarti un match che sembrava avere sotto controllo, e a Cincinnati viene sconfitto da Federer. Agli US Open gioca bene ma cede in 4 set a Djokovic nei quarti.
L'8 settembre esce per la prima volta dalla top 10, in cui era ininterrottamente dal giugno 2008. A fine mese, allo Shenzhen Open vince il primo titolo stagionale battendo Tommy Robredo con il punteggio di 5-7 7-6 6-1 annullando 5 match point (di cui 4 consecutivi) nel secondo set. A Pechino perde in semifinale contro Djokovic e allo Shanghai Masters non va oltre il terzo turno, battuto dal nº 5 del ranking David Ferrer. Vince il secondo torneo della stagione a Vienna, dove si prende la rivincita in finale su Ferrer, battuto 5-7, 6-2, 7-5. La settimana seguente si ripete a Valencia, dove supera Jürgen Melzer, Fognini, Anderson, Ferrer e sconfigge in finale Tommy Robredo al terzo set in 3 ore e 23 minuti, dopo aver annullato 5 match point. Il risultato gli consente di tornare all'8º posto del ranking. La vittoria al terzo turno al Masters di Parigi-Bercy con Dimitrov gli garantisce la qualificazione alle ATP World Tour Finals, e viene sconfitto nei quarti da Djokovic. Alle finali ATP perde il primo incontro di round robin contro Kei Nishikori, vince il secondo con Milos Raonic e viene eliminato da Federer con il risultato di 0-6, 1-6, la sua peggior sconfitta da quando fu battuto 1-6, 0-6 da Djokovic nella semifinale del Miami Open 2007. Chiude la stagione al 6º posto del ranking.

### 2015: trionfo in Coppa Davis e ritorno al 2º posto del ranking

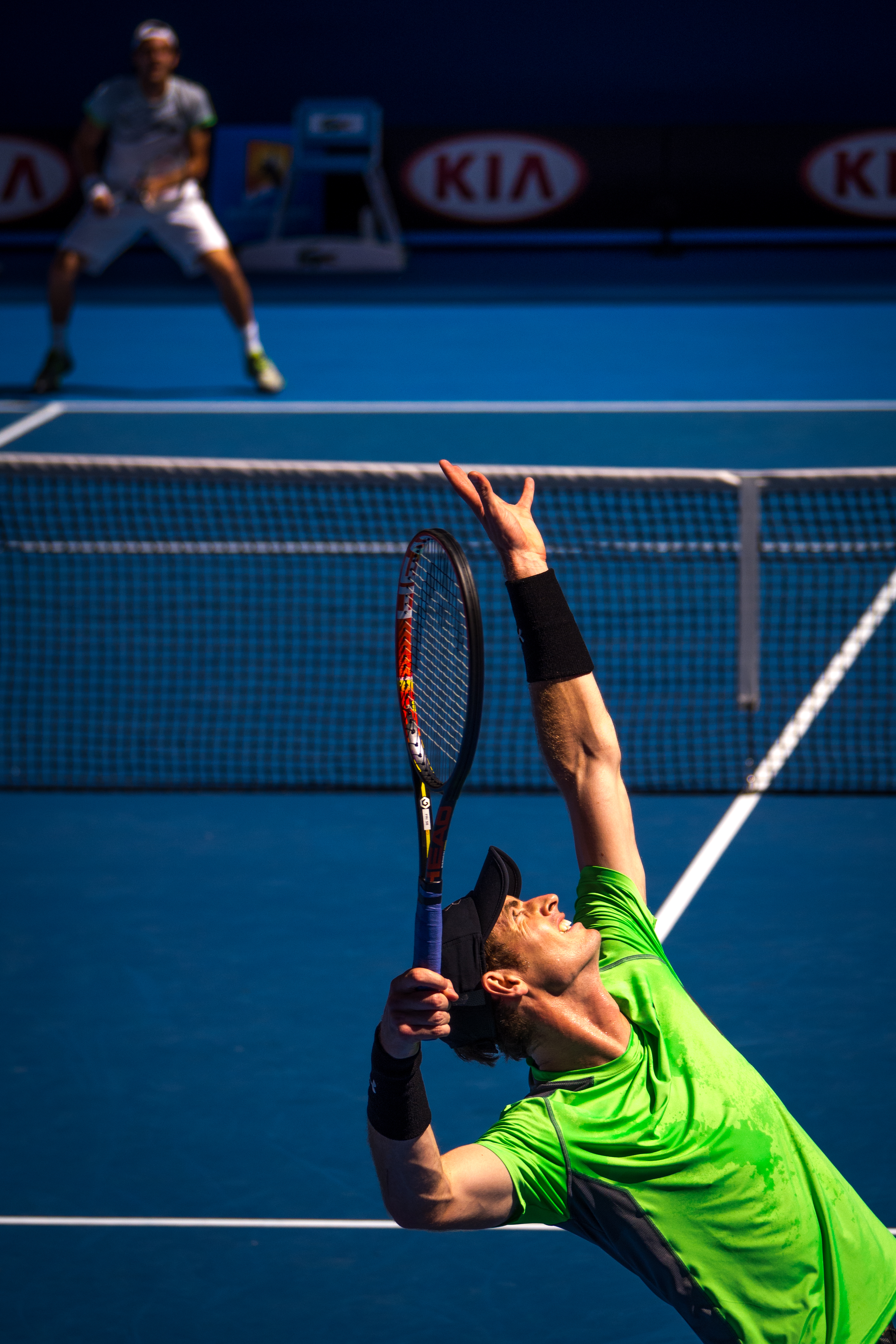
Murray all'Australian Open 2015

Il 2015 inizia con la vittoria nel torneo d'esibizione di Abu Dhabi; allo Slam australiano arriva in finale per la quarta volta in carriera e viene sconfitto dal numero uno del mondo Novak Đoković per 6-7, 7-6, 3-6, 0-6. In maggio vince il primo torneo in carriera sulla terra battuta, l'ATP 250 di Monaco, battendo in finale in tre set Philipp Kohlschreiber. Prosegue il buon momento di forma vincendo la settimana dopo il suo primo Masters 1000 in carriera sulla terra battuta all'Open di Madrid, superando in finale Nadal con il punteggio di 6-3 6-2, diventando (insieme allo spagnolo e a Federer) l'unico tennista a vincere il torneo sia su cemento indoor sia su terra battuta. A Roma supera al secondo turno Jérémy Chardy e si ritira prima dell'incontro successivo per la stanchezza accumulata e per riposarsi in vista dell'Open di Francia. Al Roland Garros sconfigge nell'ordine Arguello, Sousa, Kyrgios, Chardy e Ferrer, e perde in semifinale al quinto set con Novak Djokovic.
Al Queen's sconfigge in finale Kevin Anderson per 6-3, 6-4, aggiudicandosi il 34º titolo in carriera e il 4º al Queen's. A Wimbledon batte tra gli altri Karlović e nei quarti di finale Vasek Pospisil, per poi cedere in semifinale in tre set contro Federer. Subito dopo torna sui campi in erba del Queen's Club per la sfida dei quarti di Coppa Davis vinta 3-1 contro la Francia, si impone in entrambi i singolari contro Wilfried Tsonga e Gilles Simon e in doppio con il fratello Jamie battendo Tsonga / Mahut, portando la Gran Bretagna alla semifinale contro l'Australia. A Montréal arriva in finale senza aver perso alcun set battendo tra gli altri Tsonga e Nishikori. Nell'atto conclusivo supera Novak Đoković per 6-4, 4-6, 6-3 e ritorna nº 2 del mondo dopo due anni, scavalcando Roger Federer. A Cincinnati arriva in semifinale dopo aver battuto Fish, Dimitrov e Gasquet, e viene eliminato da Federer. Agli US Open esce sorprendentemente negli ottavi di finale contro Kevin Anderson. La settimana successiva consente alla Gran Bretagna di accedere alla finale di Coppa Davis, vincendo nettamente i due singolari disputati contro Kokkinakis e Tomic e avendo la meglio in 5 set nel doppio insieme al fratello Jamie su Lleyton Hewitt e Samuel Groth.
Allo Shanghai Masters viene nettamente sconfitto da Novak Đoković in semifinale. È ancora il serbo a frenare le speranze di vittoria dello scozzese a Parigi-Bercy, dove per la prima volta in carriera Murray approda in finale sconfiggendo Coric, Goffin, Gasquet e Ferrer. Alle ATP Finals di Londra e viene eliminato nel round robin, dove vince contro Ferrer e viene sconfitto da Nadal e Wawrinka. La stagione termina con l'impresa nella finale di Coppa Davis contro il Belgio, sulla terra rossa di Ghent lo scozzese vince nella prima giornata il singolare contro Bemelmans, nella seconda il doppio insieme al fratello Jamie contro Steve Darcis / David Goffin e nella terza il decisivo match contro lo stesso Goffin, battuto con il punteggio di 6-3, 7-5, 6-3. Nell'arco del torneo ha vinto tutti gli 11 incontri disputati, giocando tutti gli 8 singolari, eguagliando il record detenuto dai soli John McEnroe e Mats Wilander. Conclude l'anno da numero 2 del mondo per la prima volta in carriera.

### 2016: l'anno migliore
All'Australian Open batte in semifinale Milos Raonic al quinto set e perde la finale per la quarta volta consecutiva contro Novak Đoković, che si impone con il punteggio 6-1, 7-5, 7-6. Viene sconfitto al terzo set in semifinale a Montecarlo da Rafael Nadal e in finale al Madrid Masters da Novak Đoković. Il 15 maggio, giorno del suo compleanno, vince gli Internazionali d'Italia battendo in finale proprio Đoković, diventando il primo britannico dell'Era Open a vincere il Masters 1000 italiano. Al Roland Garros 2016 rischia di perdere al primo turno con Štěpánek e al secondo con Bourgue, ma batte entrambi al quinto set dopo un totale di 7 ore di gioco. Arriva per la prima volta in carriera in finale e viene sconfitto in rimonta da Novak Đoković con il punteggio di 6-3, 1-6, 2-6, 4-6.

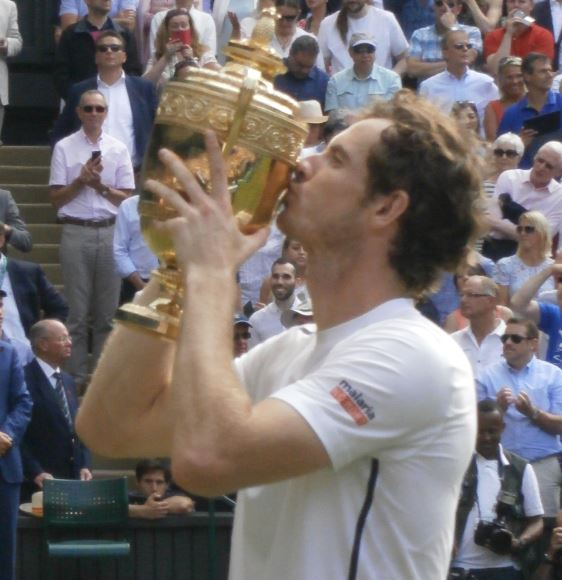
Murray mentre bacia il trofeo dopo la vittoria di Wimbledon nel 2016

Inizia la stagione sull'erba al Queen's, con il ritorno al suo fianco di Ivan Lendl, con il quale aveva raggiunto sempre ottimi risultati in passato. Arriva in finale e sconfigge in tre set Milos Raonic, diventando il primo giocatore a vincere il torneo 5 volte. Torna a vincere il Torneo di Wimbledon per la seconda volta, sconfiggendo nuovamente in finale Raonic per 6-4, 7-6, 7-6 dopo quasi 3 ore di gioco, conquistando così il suo 3º Slam in carriera 3 anni dopo la vittoria sull'erba londinese ai danni di Đoković. Perde soltanto 2 set in tutto il torneo, entrambi contro Jo Wilfried Tsonga, battuto 6-1 al quinto set.
Trionfa per la seconda volta consecutiva alle Olimpiadi battendo nella finale di Rio de Janeiro Juan Martín del Potro in 4 set, diventando il primo tennista della storia a vincere due edizioni consecutive del torneo olimpico (2012 e 2016). Al Cincinnati Open perde in finale da Marin Čilić, mentre agli US Open esce nei quarti di finale per mano di Kei Nishikori in una sfida che termina al quinto set. Cede al quinto set anche contro Juan Martín del Potro nella semifinale di Coppa Davis persa 3-2 contro l'Argentina. Vince l'ATP 500 di Pechino sconfiggendo in finale Grigor Dimitrov in due set, e trionfa per la terza volta al Masters di Shanghai battendo in finale Bautista Agut per 7-6, 6-1, vincendo così il 13º Masters 1000 in carriera e il 41º titolo in totale. Vince anche il torneo di Vienna, battendo in finale Tsonga, e l'ultimo Masters 1000 dell'anno a Parigi-Bercy superando in finale John Isner per 6-3, 6-7, 6-4, aggiudicandosi l'ottavo titolo stagionale. Con questa serie di vittorie supera Novak Đoković nel ranking e diventa il 26º numero 1 del mondo nella storia del tennis nell'Era Open.
Alle ATP World Tour Finals di Londra vince tutti gli incontri del round robin, in semifinale batte al terzo set Milos Raonic dopo una maratona di 3 ore e 38 minuti (l'incontro delle Finals più lungo dell'Era Open). In finale sconfigge Đoković per 6-3, 6-4, confermandosi numero 1 del ranking. Si aggiudica così per la prima volta il prestigioso trofeo e conclude la sua stagione migliore alla prima posizione del ranking con 9 titoli vinti e 78 vittorie a fronte di 9 sconfitte. In dicembre i colleghi gli assegnano il premio ATP per il giocatore dell'anno.

### 2017: l'infortunio all'anca

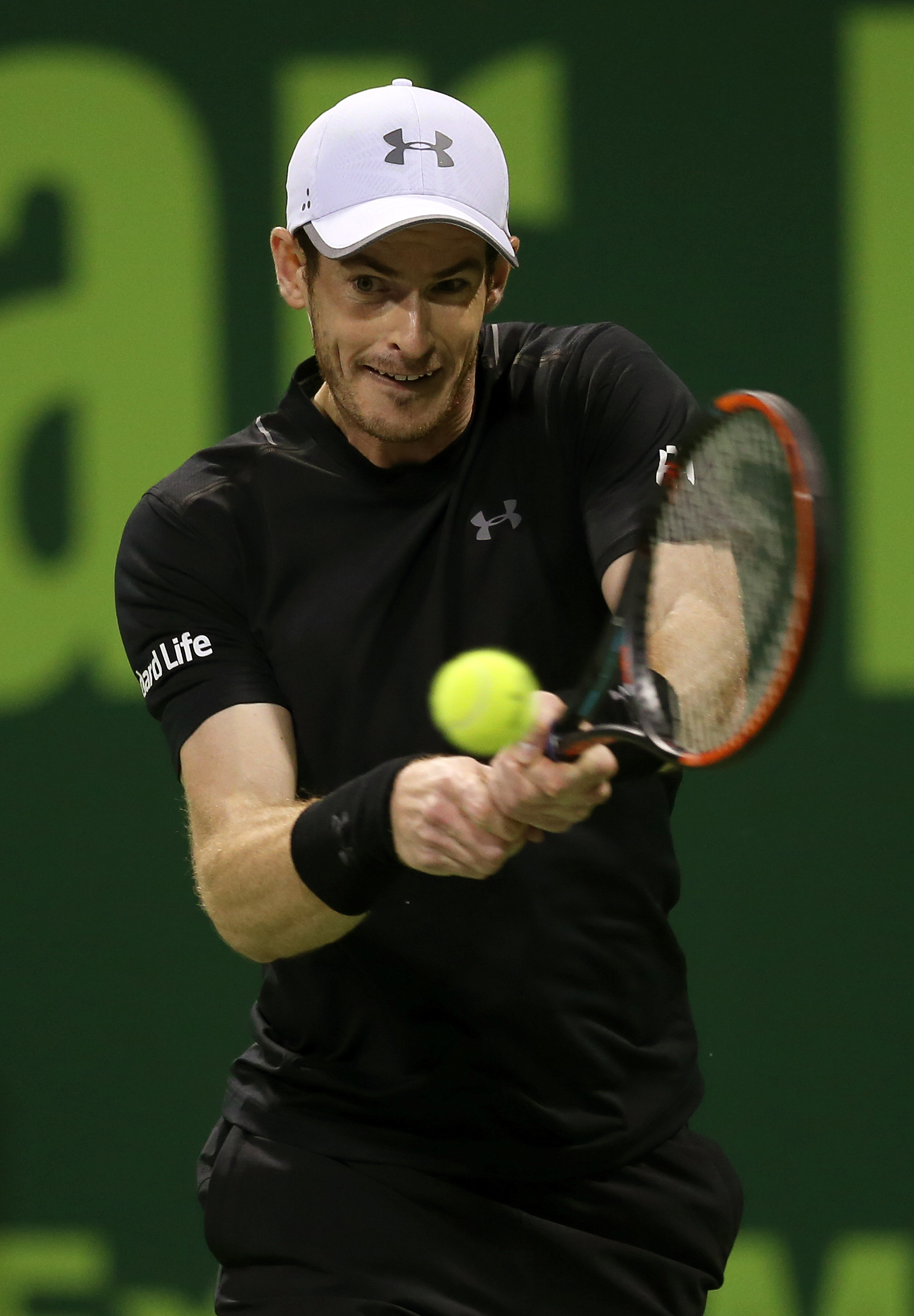
Murray al Qatar Open 2017

Inizia la stagione all'ATP 250 di Doha, dove batte in sequenza Jérémy Chardy, Gerald Melzer, Nicolás Almagro e Tomáš Berdych. In finale viene sconfitto da Novak Đoković con il punteggio di 3–6, 7–5, 4–6.
All'Australian Open, perde clamorosamente al quarto turno contro Miša Zverev. Si rifà a marzo, vincendo il primo titolo della stagione all'ATP 500 di Dubai dopo aver salvato 7 match-ball contro Kohlschreiber nei quarti. In finale supera Fernando Verdasco con il punteggio di 6-3 6-2, conquistando così il 45º titolo in carriera. Al primo Masters 1000 dell'anno, Indian Wells, subisce una sconfitta pesante al secondo turno contro il canadese Pospisil. Si ritira quindi dal torneo di Miami per un problema al gomito destro, rientra dopo un mese e mezzo al Masters di Monte Carlo e non ripete la semifinale dell'anno precedente, venendo sconfitto al terzo turno da Ramos-Viñolas.
A Barcellona, dopo un bye al primo turno, approfitta del ritiro di Bernard Tomić e si ritrova direttamente al terzo turno, dove batte Feliciano López. Nei quarti di finale si prende la rivincita su Ramos-Viñolas e viene eliminato in semifinale da Dominic Thiem. Al Madrid Open, dove era vice-campione uscente, esce al terzo turno Marius Copil contro il lucky loser Borna Ćorić. Non difende il titolo nemmeno a Roma, eliminato al secondo turno da Fabio Fognini. Al Roland Garros elimina Juan Martín del Potro, Karen Chačanov e nei quarti di finale batte in rimonta Kei Nishikori; in semifinale viene sconfitto al quarto set da Stan Wawrinka. L'incontro con Wawrinka è pesantemente condizionato dai problemi all'anca destra che saranno il principale ostacolo nel prosieguo della carriera.
Sull'erba del Queen's viene eliminato a sorpresa al primo turno da Jordan Thompson. A Wimbledon supera nell'ordine Aleksandr Bublik, Dustin Brown, Fabio Fognini e Benoît Paire, raggiunge così i quarti di finale per il decimo anno consecutivo e viene sconfitto al quinto set da Sam Querrey. Durante il torneo si fa sempre più insistente il dolore all'anca; sarà il suo ultimo incontro della stagione, si iscrive agli US Open ma rinuncia poco prima dell'inizio del torneo e i dolori all'anca gli impediscono di giocare per tutto il resto dell'anno. Conclude così la sua stagione peggiore con un solo titolo in bacheca (ATP 500 di Dubai). Il 21 agosto perde il primo posto del ranking dopo 41 settimane e chiude il 2017 al 16º posto.

### 2018: operazione all'anca, rientro e crollo nel ranking

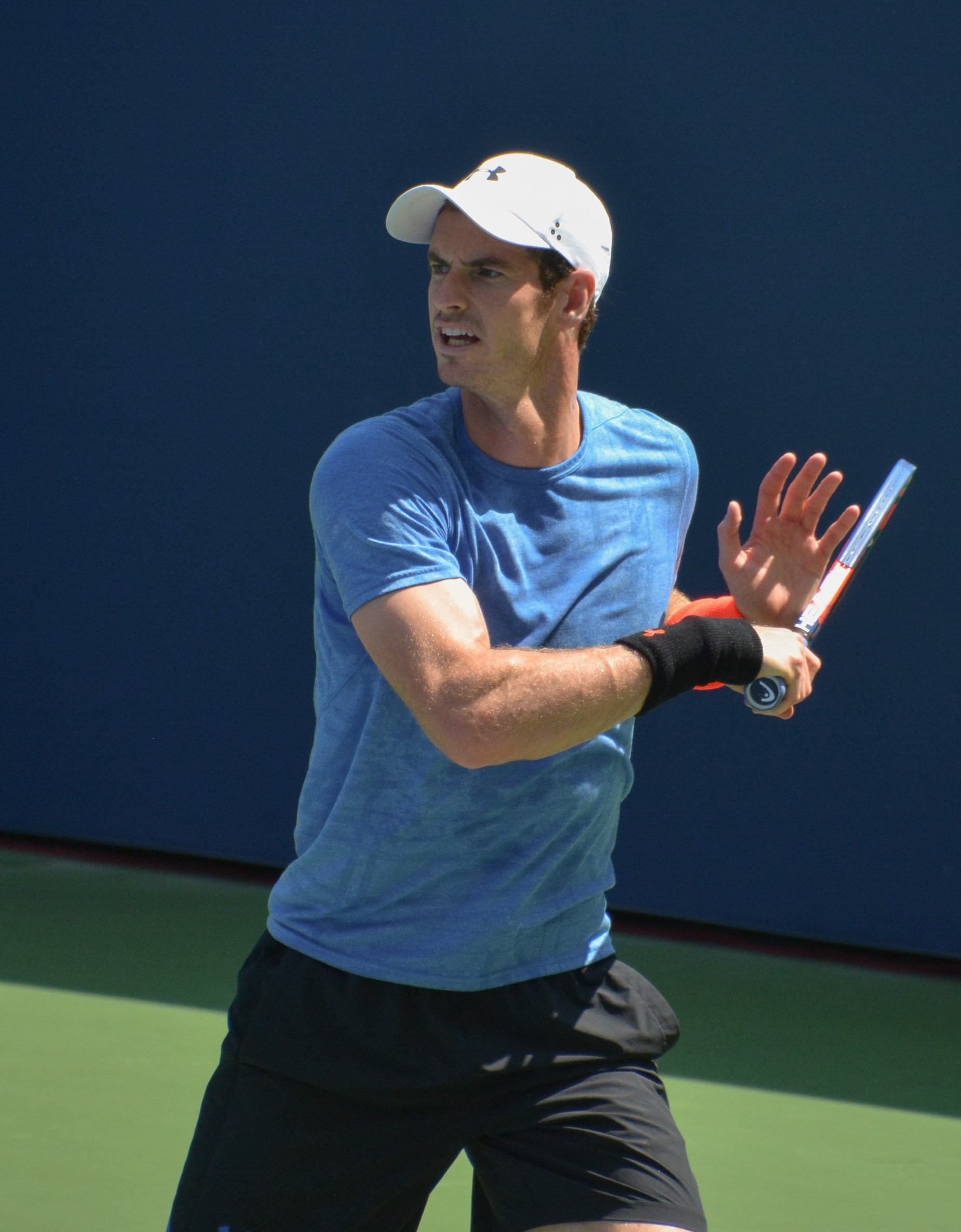
Andy Murray nel 2018

Annuncia il ritorno nel circuito per il Brisbane International 2018 che inaugura la nuova stagione, ma all'ultimo momento rinuncia e l'8 gennaio si fa operare l'anca infortunata a Melbourne. L'operazione sembra avere buon esito e gli fa sperare di tornare a giocare prima della stagione sull'erba. Rientra a metà giugno, a distanza di 11 mesi dall'ultimo incontro, nel torneo sull'erba del Queen's di Londra come 156º del ranking e viene battuto al primo turno dal nº 21 ATP Nick Kyrgios. Vince il suo primo incontro dopo il rientro al primo turno del successivo torneo di Eastbourne battendo 6-1, 6-3 Stan Wawrinka, a sua volta reduce da un grave infortunio. Nel secondo turno viene sconfitto in due set dal nº 18 ATP Kyle Edmund, che il marzo precedente gli aveva sottratto il posto di miglior britannico in classifica. Nel timore di affaticare l'anca che gli dà ancora fastidio rinuncia a Wimbledon, perde così i punti guadagnati arrivando ai quarti l'anno precedente e crolla all'839º posto del ranking. Si ripresenta dopo oltre un mese al Citi Open di Washington e al primo turno supera in tre set Mackenzie McDonald, al secondo si prende la rivincita su Edmund battendolo 7-6, 1-6, 6-4 e gli servono ancora tre set per battere al terzo turno Marius Copil. Il match termina alle tre di notte e Murray, stanco per gli sforzi a cui non era più abituato e con l'intento di risparmiarsi per i successivi impegni, annuncia di ritirarsi dal torneo e che non parteciperà al Masters di Toronto. La striscia di vittorie lo porta al 375º posto del ranking.
Rientra al Cincinnati Masters e viene battuto al primo turno da Lucas Pouille, subito dopo partecipa agli US Open, in cui supera James Duckworth prima di cedere in 4 set contro Fernando Verdasco al secondo turno. Al termine delle 3 ore e 23 minuti di gioco, lo scozzese si dichiara comunque soddisfatto delle proprie condizioni fisiche e fiducioso di poter tornare su buoni livelli. Prosegue il programma di riabilitazione all'anca e rinuncia alla sfida di Davis contro l'Uzbekistan a Glasgow. Rientra con una wild card allo Shenzhen Open, al secondo turno sconfigge in due set il campione uscente e testa di serie nº 1 David Goffin e al terzo si arrende nuovamente a Verdasco. La settimana dopo un problema alla caviglia lo porta a chiudere la stagione in anticipo per affrontare il 2019 in migliori condizioni. A fine anno è il 240º della classifica mondiale.

### 2019: seconda operazione all'anca e nuovo titolo ATP dopo 31 mesi

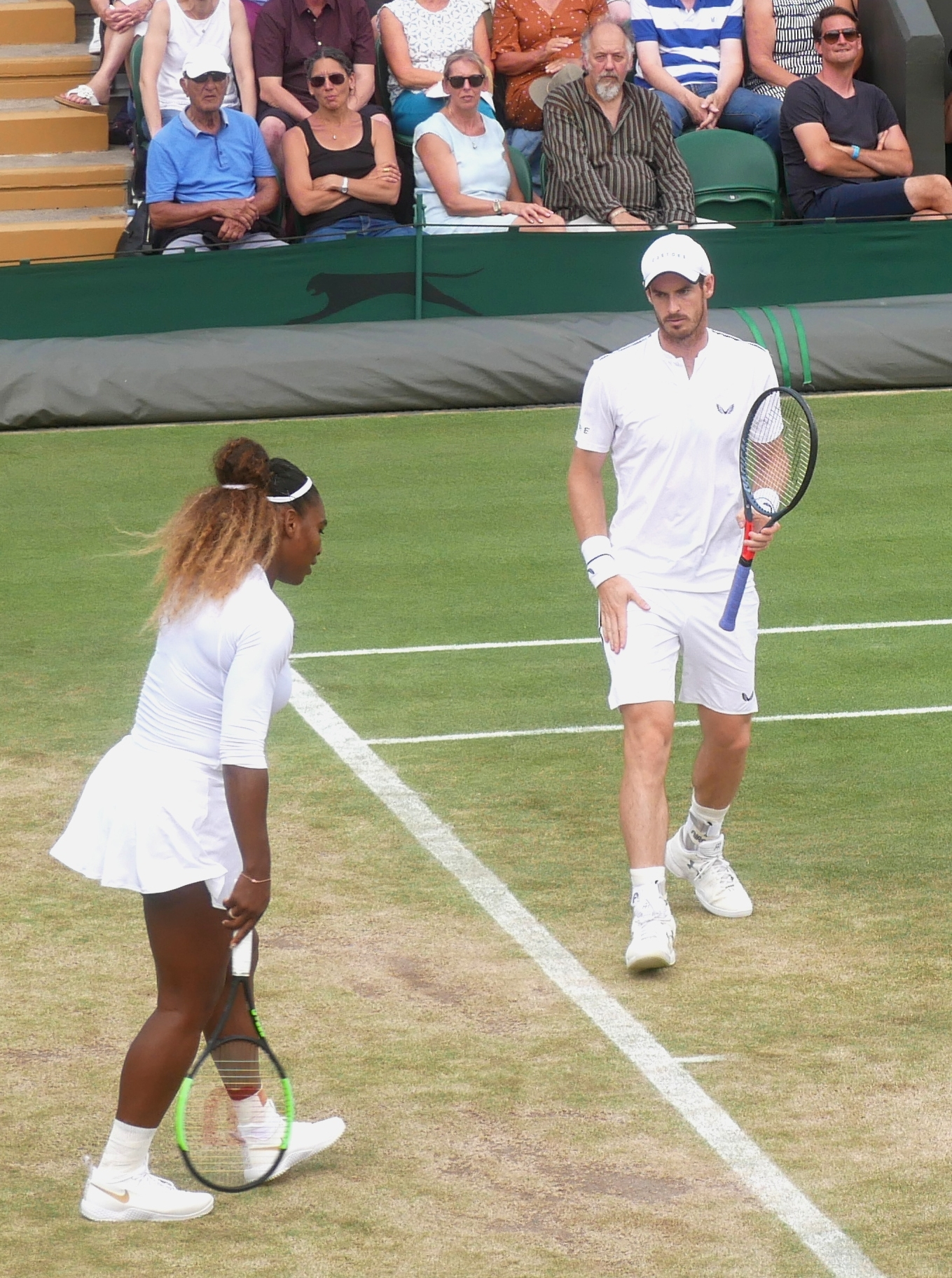
Andy Murray in coppia con Serena Williams nel doppio misto al Torneo di Wimbledon 2019

Il nuovo rientro avviene a inizio stagione al Brisbane International, dove al primo turno batte James Duckworth e al secondo perde contro il nº 16 ATP Daniil Medvedev. L'11 gennaio 2019 annuncia il possibile ritiro dall'attività agonistica per l'eccessivo dolore all'anca, augurandosi di riuscire a giocare almeno fino al prossimo torneo di Wimbledon. Si presenta comunque all'Australian Open e al primo turno viene sconfitto al quinto set da Roberto Bautista Agut dopo quattro ore di gioco. A fine incontro dichiara che sta valutando se sottoporsi a un nuovo intervento chirurgico all'anca e che, nel caso l'operazione avesse successo, non escluderebbe di proseguire l'attività. Il 29 gennaio, Murray comunica di essersi sottoposto a Londra a un intervento di rivestimento dell'anca e di aver così evitata la più complessa sostituzione della stessa. Il professore che l'ha operato Derek McMinn esprime l'opinione che il campione scozzese abbia oltre il 90% di possibilità di tornare ad essere competitivo già per la prossima edizione di Wimbledon.
Dopo circa cinque mesi dall'ultimo incontro all'Australian Open, rientra nel circuito ATP sull'erba dei Queen's Club Championships di Londra; partecipa solo al torneo di doppio per evitare di affaticare l'anca e in coppia con Feliciano López si aggiudica il titolo battendo in finale la coppia Ram / Salisbury per 7–6(6), 5-7, [10-5]. È il suo primo titolo in doppio al Queen's, torneo che ha vinto cinque volte in singolare. Prende quindi parte ai tornei di doppio all'ATP 250 di Eastbourne, dove viene sconfitto al primo turno in coppia con Marcelo Melo, e a Wimbledon, uscendo al secondo turno in coppia con Pierre-Hugues Herbert e al terzo turno nel doppio misto assieme a Serena Williams. Gioca solo il doppio anche all'inizio della stagione sul cemento americano, venendo eliminato al secondo turno all'ATP 500 di Washington con il fratello Jamie Murray e al Masters 1000 di Montréal in coppia con Feliciano López. Al ritorno in singolare, dopo circa sette mesi dall'ultima partita giocata all'Australian Open, viene sconfitto in due set al primo turno sia al Cincinnati Masters che al successivo ATP 250 di Winston-Salem, rispettivamente da Richard Gasquet e Tennys Sandgren. A Cincinnati raggiunge i quarti di finale in doppio in coppia con López. Rinuncia in via precauzionale a prendere parte agli US Open.
Torna a vincere in singolare dopo circa 7 mesi al Challenger di Manacor (Rafa Nadal Open), superando nei primi due turni Imran Sibille e Norbert Gombos, prima di arrendersi al tie-break del terzo set a Matteo Viola. Durante la tournée asiatica torna a vincere anche nel circuito maggiore al primo turno dell'ATP 250 di Zhuhai, prendendosi la rivincita su Sandgren, e viene eliminato in tre set al secondo da Alex de Minaur, che vincerà il torneo. A fine torneo si trova alla 503ª posizione del ranking. Conferma i progressi al China Open di Pechino raggiungendo i quarti, viene sconfitto dal futuro vincitore Dominic Thiem dopo aver eliminato il nº 13 ATP Matteo Berrettini e il nº 69 Cameron Norrie. Allo Shanghai Masters supera al primo turno il nº 56 ATP Juan Ignacio Londero e al secondo perde contro Fabio Fognini in tre set. Al successivo European Open sconfigge Ugo Humbert e in finale batte in tre set Stan Wawrinka, aggiudicandosi il suo 46º titolo ATP, il primo dal marzo 2017. L'ultimo impegno stagionale è la Coppa Davis, nella quale vince al tiebreak decisivo l'incontro con Tallon Griekspoor, ma un risentimento all'anca operata gli impedisce di continuare il torneo, nel quale la Gran Bretagna viene eliminata in semifinale. Chiude l'anno al 125º posto del ranking e gli viene assegnato il premio ATP per il miglior ritorno del 2019.

### 2020: nuovi problemi all'anca
Il problema all'anca gli fa saltare tutta la prima parte del 2020 e rientra in agosto, dopo la pausa che il tennis mondiale si prende per far fronte alla pandemia di COVID-19. Fa il suo esordio stagionale al Cincinnati Open, batte in tre set Frances Tiafoe al primo turno e al secondo Alexander Zverev, prima vittoria su un top 10 dalle vittoriose ATP World Tour Finals del novembre 2016; viene eliminato negli ottavi da Milos Raonic per 6-2, 6-2. Al primo turno degli US Open supera in 5 set Yoshihito Nishioka dopo aver annullato un match point, e perde al secondo in tre set contro Félix Auger-Aliassime. Riceve una wild card per il Roland Garros e al primo turno raccoglie solo 6 giochi contro Stan Wawrinka. Al primo torneo ATP 250 di Colonia perde al primo turno da Fernando Verdasco. Avrebbe dovuto giocare a Colonia anche la settimana successiva, ma rinuncia per un'infiammazione del muscolo ileopsoas (collegato all'anca operata), che lo porta a terminare in anticipo la stagione 2020. La classifica congelata per la lunga pausa dovuta alla pandemia lo mantiene nelle posizioni a ridosso dei top 100.

### 2021: terzo turno a Wimbledon
Costretto a saltare gli Australian Open dopo essere risultato positivo a un test diagnostico per il COVID-19, inizia la stagione 2021 al Challenger di Biella che si tiene nella seconda settimana di febbraio, e perde in finale contro Illja Marčenko. Grazie a una wild card entra nel tabellone dell'ATP 250 di Montpellier e viene sconfitto al primo turno da Egor Gerasimov. A distanza di sei mesi, torna a vincere un incontro nel circuito maggiore a Rotterdam superando in tre set Robin Haase, al secondo turno cede in due set al nº 8 del mondo Andrej Rublëv, che vincerà il torneo. Rinuncia al torneo di Dubai per la nascita del quartogenito e al successivo Miami Open per un dolore all'inguine sinistro. Torna nel circuito agli Internazionali d'Italia dopo più di due mesi dall'ultimo incontro, compete solo in doppio ed esce al secondo turno; la sua trasferta romana ha comunque lo scopo di allenarsi in singolare con i migliori giocatori in vista dei prossimi impegni. Nuovi problemi fisici lo portano a rinunciare al Roland Garros.
Ritorna a giocare sull'erba del Queen's il 15 giugno, sempre grazie ad una wild card, e supera al primo turno Benoît Paire per 6-3, 6-2, ottenendo il primo successo in singolare su questa superficie dopo tre anni; al secondo turno viene eliminato da Matteo Berrettini che vincerà il titolo. A distanza di quattro anni, torna a giocare in singolare a Wimbledon e al primo turno supera in quattro set il nº 28 ATP Nikoloz Basilašvili, impiega quindi cinque set per avere ragione del qualificato Oscar Otte e al terzo turno raccoglie solo otto giochi contro Denis Shapovalov. Due settimane dopo si presenta ai Giochi di Tokyo per difendere il titolo olimpico, ma un infortunio al quadricipite lo costringe a rinunciare al torneo di singolare; contro il parere dei medici prende invece parte al doppio, in coppia con lo specialista Joe Salisbury. All'esordio concedono solo cinque giochi alle teste di serie nº 2 Herbert / Mahut, superano in due set anche Krawietz / Pütz e nei quarti cedono per 7-10 nel set decisivo a Cilic / Dodig, dopo essersi trovati in vantaggio per 6-4, 4-2.
Rientra in singolare al Cincinnati Masters, al primo turno supera Richard Gasquet ed esce di scena al secondo per mano del nº 13 ATP Hubert Hurkacz. Anche a Winston-Salem non supera il secondo turno, sconfitto in due set da Frances Tiafoe. Al primo turno degli US Open il sorteggio lo mette di fronte al nº 3 del mondo Stefanos Tsitsipas, Murray vince il primo e il terzo parziale, dopo che nel secondo aveva sprecato due set point, subisce quindi la rimonta del tennista greco che si impone al quinto set dopo 4 ore e 48 minuti di gioco. Colleziona quindi altri risultati di rilievo, cede nei quarti di finale a Metz contro Hubert Hurkacz dopo aver eliminato il nº 26 ATP Ugo Humbert, all'Indian Wells Open supera l'emergente Carlos Alcaraz e viene sconfitto al terzo turno da Alexander Zverev. A Vienna si prende la rivincita su Hurkacz, diventato nel frattempo nº 10 del mondo, e al secondo turno viene sconfitto da Alcaraz. Eliminato al primo turno del Masters di Parigi, l'ultimo grande risultato del 2021 è la vittoria sul top 10 Jannik Sinner a Stoccolma, dove cede nei quarti di finale a Tommy Paul. L'ultimo impegno stagionale è il torneo esibizione Mubadala World Tennis Championship di Abu Dhabi, dove perde la finale contro Andrej Rublëv. Chiude il 2021 al 134º posto mondiale.

### 2022: due finali ATP 250 e ritorno nella top 50
Inizia il 2022 con la sconfitta patita contro Facundo Bagnis al primo turno dell'ATP 250 di Melbourne. Raggiunge la finale al successivo Sydney Tennis Classic, la prima dopo quella vinta nell'ottobre 2019 ad Anversa; al primo turno supera Viktor Durasovic e al secondo impiega oltre tre ore per eliminare la testa di serie nº 2 Nikoloz Basilašvili, accede alla semifinale per il ritiro durante il match dei quarti di David Goffin. Ha la meglio in tre set su Reilly Opelka e in finale raccoglie tre soli giochi contro Aslan Karacev. Al primo turno degli Australian Open ritrova Basilashvili, si impone al quinto set dopo quasi cinque ore di gioco e cede in tre set a Tarō Daniel nell'incontro successivo; con questi risultati fa il suo rientro nella top 100 del ranking, da cui era uscito nel giugno 2018. Viene quindi eliminato al secondo turno a Rotterdam, Doha, Dubai e nei Masters di Indian Wells e Miami, salendo comunque all'84º posto mondiale. In marzo annuncia l'inizio della terza collaborazione con Ivan Lendl.
Torna a vincere due incontri di fila al Masters di Madrid con i successi su Dominic Thiem, reduce da una lunga convalescenza, e il nº 16 ATP Denis Shapovalov, un'indisposizione gli impedisce di giocare al terzo turno contro Djokovic. Salta il resto della stagione su terra battuta, rientra in campo dopo oltre tre settimane sull'erba del Challenger di Surbiton e viene sconfitto in semifinale da Denis Kudla. Al successivo torneo ATP di Stoccarda supera nell'ordine O'Connell, Bublik e nei quarti di finale il nº 5 del mondo Tsitsipas, ottenendo così la prima vittoria su un top 5 dopo oltre 5 anni.
Batte in semifinale Nick Kyrgios e in finale viene sconfitto da Matteo Berrettini con il punteggio di 4-6, 7-5, 3-6, complice un nuovo risentimento all'anca patito per tutto il terzo set. I risultati di questo torneo gli fanno guadagnare 21 posizioni nel ranking e rientra nella top 50 mondiale dopo più di 4 anni. Esce al secondo turno a Wimbledon per mano di John Isner. Sull'erba di Newport viene sconfitto nei quarti da Aleksandr Bublik, mentre agli US Open elimina il nº 27 del ranking Francisco Cerúndolo, per la prima volta dal 2016 raggiunge il terzo turno e viene sconfitto da Berrettini. A fine torneo risale alla 43ª posizione mondiale, la migliore dal maggio 2018. L'unico risultato di rilievo a fine stagione sono i quarti di finale raggiunti a Gijón.

### 2023: Finale ATP a Doha, tre titoli Challenger e 36º nel ranking
Perde al terzo turno degli Australian Open da Roberto Bautista Agut dopo aver eliminato al primo turno Matteo Berrettini, che lo aveva sconfitto negli ultimi tre incontri. Al successivo torneo di Doha ha la meglio tra gli altri su Alexander Zverev e arriva in finale, che perde in due set contro Daniil Medvedev. Raggiunge il terzo turno a Indian Wells e viene sconfitto in 2 set nel derby con Jack Draper, mentre non supera il primo turno al Miami Open e ai primi due tornei su terra battuta a Monte Carlo e a Madrid. Si riscatta sconfiggendo il nº 17 del mondo Tommy Paul in finale al Challenger 175 di Aix-en-Provence, tornando a vincere un torneo Challenger dopo quasi 18 anni e salendo alla 42ª posizione mondiale. Sconfitto all'esordio agli Internazionali d'Italia, rinuncia al Roland Garros.
Torna in campo al Challenger 125 sull'erba di Surbiton e vince il torneo superando in finale Jurij Rodionov. Si aggiudica anche il successivo Challenger 125 di Nottingham con il successo in finale su Arthur Cazaux. Al secondo turno di Wimbledon cede nel parziale decisivo a Tsitsipas dopo aver condotto per 2 set a 1. Con i terzi turni raggiunti a Washington e al Masters di Toronto risale alla 36ª posizione mondiale, mentre esce di scena al secondo turno agli US Open. Vince solo tre degli ultimi otto incontri stagionali e chiude il 2023 in 42ª posizione.

### 2024: l'infortunio alla caviglia, l'operazione alla schiena e annuncio del ritiro
Eliminato all'esordio nei primi quattro tornei stagionali, tra cui gli Australian Open, vince il primo incontro in febbraio a Doha. Viene eliminato al secondo turno da Rublev all’Indian Wells. Raggiunge il terzo turno al Miami Open con i successi sul rientrante Matteo Berrettini e sul nº 30 ATP Tomas Martin Etcheverry e viene eliminato da Tomas Machac, al termine di una combattutissima partita da oltre 3 ore. Porta a termine l'incontro nonostante si sia infortunato alla caviglia, il giorno dopo annuncia di aver subito gravi lesioni ai legamenti che prevedono lunghi tempi di recupero. Un mese dopo fa sapere che la caviglia va meglio, che non si sottoporrà quindi a un intervento chirurgico e di avere iniziato ad allenarsi; rientra il 16 maggio sulla terra rossa del Challenger di Bordeaux e perde agli ottavi contro Barrere. Sconfitto al primo turno da Wawrinka al Roland Garros, la stagione sull'erba inizia con l'eliminazione al primo turno a Stoccarda. Al Queen's gioca (e vince) contro Popyrin la sua 1000ª partita da professionista. Negli ottavi di finale si ritira nel corso del primo set a causa di un drammatico infortunio alla schiena, causato da una cisti spinale. Viene operato in tempi record, torna ad allenarsi dopo 9 giorni e annuncia che non giocherà il singolare al torneo di Wimbledon a causa delle sue condizioni fisiche.
Ottiene una wild card nel doppio maschile in coppia con il fratello Jamie e una nel doppio misto in coppia con Emma Raducanu, la quale darà forfait per un fastidio al polso. Perde al primo turno del doppio maschile contro la coppia Hijikata / Peers per 6-7, 4-6 davanti a un campo centrale gremito e in lacrime. A fine incontro l'organizzazione del torneo gli riserva un addio emozionante: viene trasmesso sul maxi schermo un video che riassume le sue imprese, nel quale gli rendono omaggio Federer, Nadal e Djokovic; viene poi intervistato da Sue Barker e annuncia il suo ritiro al termine delle successive Olimpiadi. Ai Giochi di Parigi rinuncia a giocare in singolare a causa dei problemi fisici e disputa solo il doppio, in coppia con Daniel Evans. Al primo turno superano Daniel / Nishikori con il punteggio di 6-2, 6-7, 9-11 dopo aver annullato 5 match point. Al secondo turno hanno la meglio sulla coppia Gillé / Vliegen con il risultato di 6-3, 6-7, 11-9 dopo aver annullato 2 match point. Ai quarti di finale la coppia britannica perde in 2 set contro gli statunitensi Fritz / Paul; finisce così la carriera di Andy.

## Stile di gioco
Tra i suoi punti di forza si possono annoverare l'abilità di anticipare e reagire e la transizione tra difesa e attacco con pochi errori, il che gli consente di mettere a segno vincenti da posizioni difensive con precisi passanti, in particolare quelli di rovescio e, in misura minore, quelli in corsa di dritto. Proprio il rovescio, che gioca a due mani, è probabilmente il suo miglior colpo con il quale fa spesso la differenza. Nella prima parte della carriera Murray è stato spesso criticato per il suo stile di gioco passivo, per la sua tendenza a scambiare tanto da fondo campo senza prendere l'iniziativa, ma è sempre stato capace di infondere velocità al gioco e mettere in difficoltà l'avversario. Ha un'ottima prima di servizio piatta che spesso supera i 200 km/h e che gli regala vincenti o palle comode da chiudere; il suo tallone d'Achille è stato a lungo la seconda di servizio, molto tagliata ma tendenzialmente lenta e attaccabile, che comunque nel corso degli anni è notevolmente migliorata.
È stato definito uno dei migliori del circuito nella risposta al servizio, e tra i suoi contemporanei forse solo Djokovic gli è superiore in questo fondamentale. Tra i suoi colpi migliori vi sono anche la volée, il lob e la palla corta. Ha ottenuto i suoi più grandi successi su campi in cemento o in erba, mentre quelli in terra battuta si sono spesso rivelati ostici, anche se ha vinto un'edizione degli Internazionali d'Italia e del Mutua Madrid Open. Altri aspetti che hanno contribuito al suo successo sono stati l'armonia con cui si muove in campo, le sue doti atletiche, la grande preparazione fisica e la tempra di combattente da vero agonista. Ha avuto grande influenza sul suo stile di gioco il periodo trascorso ad allenarsi in Spagna nell'adolescenza, assimilando le tecniche dei tennisti spagnoli che in quel periodo stavano prendendo il sopravvento a livello mondiale.
Il suo gioco subisce una svolta nel 2012 con l'arrivo di Ivan Lendl nel suo team: diventa più aggressivo da fondo campo, piazza più colpi vincenti e aspetta meno l'errore dell'avversario. Lendl lo spinge inoltre a scendere più spesso a rete, cosa che non faceva in precedenza, e ad affrontare grandi carichi di lavoro negli allenamenti, ancora superiori a quelli a cui si sottoponeva prima, che era uno dei segreti dei successi dell'ex numero 1 cecoslovacco. Queste nuove caratteristiche gli permettono di vincere gli US Open, gli ori alle Olimpiadi e i titoli al torneo di Wimbledon, dove l'ultimo britannico a riuscirci era stato Fred Perry 77 anni prima del suo trionfo nel 2013. In seguito ha avuto come allenatori prima Amélie Mauresmo e quindi Jamie Delgado, con il quale il suo gioco è diventato ulteriormente più offensivo e solido rispetto a qualche anno prima, con una maggiore potenza nei colpi che lo ha portato più spesso a dominare gli scambi da fondo campo. Tra i giocatori a cui si è ispirato vi sono Pete Sampras e soprattutto Andre Agassi, che considera un idolo.

## Rivalità con Novak Đoković
Murray ha una rivalità degna di nota con il serbo Novak Đoković. I due, nati ad appena 7 giorni di distanza, si sono affrontati 36 volte, con un bilancio di 25-11 in favore del tennista serbo. Il primo incontro si è tenuto nel 2006.
- Questa rivalità è la quarta dell'era Open per numero di incontri disputati, insieme a quella tra Ivan Lendl e John McEnroe, ed ha sempre visto un predominio del serbo con otto vittorie consecutive tra il 2013 e il 2015.
- Sulla terra, il bilancio è a favore di Novak Đoković (5-1), così come sul cemento (20-8). Sull'erba, invece, il bilancio è a vantaggio di Andy Murray (2-0).
- I due si sono incontrati in 10 occasioni nei tornei del Grande Slam, di cui sette volte in una finale dello Slam, tra cui quattro volte agli Australian Open (2011, 2013, 2015, 2016) vinte sempre da Đoković, agli US Open 2012 dove Murray ha avuto la meglio sul serbo con il punteggio di 7-6(4), 7-5, 2-6, 3-6, 6-2 e al Wimbledon 2013, dove Andy si è imposto con il punteggio di 6-4, 7-5, 6-4. Da ricordare anche la semifinale agli Australian Open 2012, dove a vincere fu Đoković: con questa vittoria il serbo raggiunse la sua terza finale al torneo australiano che riuscì a vincere un paio di giorni dopo, arrivando a quota 3 vittorie nel torneo. Il 5 giugno 2016 Đoković ha avuto la meglio su Murray nella finale del Roland Garros con il punteggio di 3-6, 6-1, 6-2, 6-4.

## Statistiche

### Tornei dello Slam

#### Vittorie (3)
| Numero | Data              | Torneo                | Superficie | Avversario in finale | Punteggio                   |
| 1.     | 10 settembre 2012 | US Open, New York     | Cemento    | Novak Đoković        | 7–6(10), 7–5, 2–6, 3–6, 6–2 |
| 2.     | 7 luglio 2013     | Wimbledon, Londra     | Erba       | Novak Đoković        | 6–4, 7–5, 6–4               |
| 3.     | 10 luglio 2016    | Wimbledon, Londra (2) | Erba       | Milos Raonic         | 6–4, 7–6(3), 7–6(2)         |

#### Finali perse (8)
| Numero | Data             | Torneo                         | Superficie  | Avversario in finale | Punteggio                |
| 1.     | 8 settembre 2008 | US Open, New York              | Cemento     | Roger Federer        | 2–6, 5–7, 2–6            |
| 2.     | 31 gennaio 2010  | Australian Open, Melbourne     | Cemento     | Roger Federer        | 3–6, 4–6, 6(11)–7        |
| 3.     | 30 gennaio 2011  | Australian Open, Melbourne (2) | Cemento     | Novak Đoković        | 4–6, 2–6, 3–6            |
| 4.     | 8 luglio 2012    | Wimbledon, Londra              | Erba        | Roger Federer        | 6–4, 5–7, 3–6, 4–6       |
| 5.     | 27 gennaio 2013  | Australian Open, Melbourne (3) | Cemento     | Novak Đoković        | 7–6(2), 6(3)–7, 3–6, 2–6 |
| 6.     | 1º febbraio 2015 | Australian Open, Melbourne (4) | Cemento     | Novak Đoković        | 6(5)–7, 7–6(4), 3–6, 0–6 |
| 7.     | 31 gennaio 2016  | Australian Open, Melbourne (5) | Cemento     | Novak Đoković        | 1–6, 5–7, 6(3)–7         |
| 8.     | 5 giugno 2016    | Roland Garros, Parigi          | Terra rossa | Novak Đoković        | 6–3, 1–6, 2–6, 4–6       |

### Testa a testa
Nella seguente tabella vengono elencati i primi cinque tennisti per numero di sfide contro Murray. È indicato il numero degli incontri totali disputati contro ciascun avversario, il bilancio sulle varie superfici e quello globale.
| #  | Tennista      | Totale | Terra | Cemento | Erba | Sintetico | Bilancio |
| -- | ------------- | ------ | ----- | ------- | ---- | --------- | -------- |
| 1. | Novak Đoković | 36     | 1-5   | 8-20    | 2-0  | 0-0       | 11-25    |
| 2. | Roger Federer | 25     | 0-0   | 10-12   | 1-2  | 0-0       | 11-14    |
| 3. | Rafael Nadal  | 24     | 2-8   | 5-6     | 0-3  | 0-0       | 7-17     |
| 4. | Stan Wawrinka | 22     | 1-5   | 9-4     | 3-0  | 0-0       | 13-9     |
| 5. | David Ferrer  | 20     | 1-4   | 12-2    | 1-0  | 0-0       | 14-6     |

## Filmografia su Andy Murray
- Andy Murray: Resurfacing, regia di Olivia Cappuccini - documentario (2019)